# Cel mai lung nume din lume
Cel mai lung nume din lume este numele extins (descrierea științifică) al proteinei elastice titină, în conformitate cu nomenclatorul IUPAC. Numele ei în engleză cuprinde 189.819 de litere, iar forma în limba română cuprinde 189.700 de litere. Pronunțarea numelui poate lua 3 ore și 33
de minute.

## În limba engleză
| “ | Methionylalanylthreonylserylarginylglycylalanylserylarginylcysteinylproly- larginylaspartylisoleucylalanylasparaginylvalylmethionylglutaminylarginyl- leucylglutaminylaspartylglutamylglutaminylglutamylisoleucylvalylglutaminy- llysylarginylthreonylphenylalanylthreonyllysyltryptophylisoleucylasparagi- nylserylhistidylleucylalanyllysylarginyllysylprolylprolylmethionylvalylva- lylaspartylaspartylleucylphenylalanylglutamylaspartylmethionyllysylaspart- ylglycylvalyllysylleucylleucylalanylleucylleucylglutamylvalylleucylserylg- lycylglutaminyllysylleucylprolylcysteinylglutamylglutaminylglycylarginyla- rginylmethionyllysylarginylisoleucylhistidylalanylvalylalanylasparaginyli- soleucylglycylthreonylalanylleucyllysylphenylalanylleucylglutamylglycylar- ginyllysylisoleucyllysylleucylvalylasparaginylisoleucylasparaginylserylth- reonylaspartylisoleucylalanylaspartylglycylarginylprolylserylisoleucylval- ylleucylglycylleucylmethionyltryptophylthreonylisoleucylisoleucylleucylty- rosylphenylalanylglutaminylisoleucylglutamylglutamylleucylthreonylserylas- paraginylleucylprolylglutaminylleucylglutaminylserylleucylserylserylseryl- alanylserylserylvalylaspartylserylisoleucylvalylserylserylglutamylthreony- lprolylserylprolylprolylseryllysylarginyllysylvalylthreonylthreonyllysyli- soleucylglutaminylglycylasparaginylalanyllysyllysylalanylleucylleucyllysy- ltryptophylvalylglutaminyltyrosylthreonylalanylglycyllysylglutaminylthreo- nylglycylisoleucylglutamylvalyllysylaspartylphenylalanylglycyllysylserylt- ryptophylarginylserylglycylvalylalanylphenylalanylhistidylserylvalylisole- ucylhistidylalanylisoleucylarginylprolylglutamylleucylvalylaspartylleucyl- glutamylthreonylvalyllysylglycylarginylserylasparaginylarginylglutamylasp- araginylleucylglutamylaspartylalanylphenylalanylthreonylisoleucylalanylgl- utamylthreonylglutamylleucylglycylisoleucylprolylarginylleucylleucylaspar- tylprolylglutamylaspartylvalylaspartylvalylaspartyllysylprolylaspartylglu- tamyllysylserylisoleucylmethionylthreonyltyrosylvalylalanylglutaminylphen- ylalanylleucyllysylhistidyltyrosylprolylaspartylisoleucylhistidylasparagi- nylalanylserylthreonylaspartylglycylglutaminylglutamylaspartylaspartylglu- tamylisoleucylleucylprolylglycylphenylalanylprolylserylphenylalanylalanyl- asparaginylserylvalylglutaminylasparaginylphenylalanyllysylarginylglutamy- laspartylarginylvalylisoleucylphenylalanyllysylglutamylmethionyllysylvaly- ltryptophylisoleucylglutamylglutaminylphenylalanylglutamylarginylaspartyl- leucylthreonylarginylalanylglutaminylmethionylvalylglutamylserylasparagin- ylleucylglutaminylaspartyllysyltyrosylglutaminylserylphenylalanyllysylhis- tidylphenylalanylarginylvalylglutaminyltyrosylglutamylmethionyllysylargin- yllysylglutaminylisoleucylglutamylhistidylleucylisoleucylglutaminylprolyl- leucylhistidylarginylaspartylglycyllysylleucylserylleucylaspartylglutamin- ylalanylleucylvalyllysylglutaminylseryltryptophylaspartylarginylvalylthre- onylserylarginylleucylphenylalanylaspartyltryptophylhistidylisoleucylglut- aminylleucylaspartyllysylserylleucylprolylalanylprolylleucylglycylthreony- lisoleucylglycylalanyltryptophylleucyltyrosylarginylalanylglutamylvalylal- anylleucylarginylglutamylglutamylisoleucylthreonylvalylglutaminylglutamin- ylvalylhistidylglutamylglutamylthreonylalanylasparaginylthreonylisoleucyl- glutaminylarginyllysylleucylglutamylglutaminylhistidyllysylaspartylleucyl- leucylglutaminylasparaginylthreonylaspartylalanylhistidyllysylarginylalan- ylphenylalanylhistidylglutamylisoleucyltyrosylarginylthreonylarginylseryl- valylasparaginylglycylisoleucylprolylvalylprolylprolylaspartylglutaminyll- eucylglutamylaspartylmethionylalanylglutamylarginylphenylalanylhistidylph- enylalanylvalylserylserylthreonylserylglutamylleucylhistidylleucylmethion- yllysylmethionylglutamylphenylalanylleucylglutamylleucyllysyltyrosylargin- ylleucylleucylserylleucylleucylvalylleucylalanylglutamylseryllysylleucyll- ysylseryltryptophylisoleucylisoleucyllysyltyrosylglycylarginylarginylglut- amylserylvalylglutamylglutaminylleucylleucylglutaminylasparaginyltyrosylv- alylserylphenylalanylisoleucylglutamylasparaginylseryllysylphenylalanylph- enylalanylglutamylglutaminyltyrosylglutamylvalylthreonyltyrosylglutaminyl- isoleucylleucyllysylglutaminylthreonylalanylglutamylmethionyltyrosylvalyl- lysylalanylaspartylglycylserylvalylglutamylglutamylalanylglutamylasparagi- nylvalylmethionyllysylphenylalanylmethionylasparaginylglutamylthreonylthr- eonylalanylglutaminyltryptophylarginylasparaginylleucylserylvalylglutamyl- valylarginylserylvalylarginylserylmethionylleucylglutamylglutamylvalyliso- leucylserylasparaginyltryptophylaspartylarginyltyrosylglycylasparaginylth- reonylvalylalanylserylleucylglutaminylalanyltryptophylleucylglutamylaspar- tylalanylglutamyllysylmethionylleucylasparaginylglutaminylserylglutamylas- paraginylalanyllysyllysylaspartylphenylalanylphenylalanylarginylasparagin- ylleucylprolylhistidyltryptophylisoleucylglutaminylglutaminylhistidylthre- onylalanylmethionylasparaginylaspartylalanylglycylasparaginylphenylalanyl- leucylisoleucylglutamylthreonylcysteinylaspartylglutamylmethionylvalylser- ylarginylaspartylleucyllysylglutaminylglutaminylleucylleucylleucylleucyla- sparaginylglycylarginyltryptophylarginylglutamylleucylphenylalanylmethion- ylglutamylvalyllysylglutaminyltyrosylalanylglutaminylalanylaspartylglutam- ylmethionylaspartylarginylmethionyllysyllysylglutamyltyrosylthreonylaspar- tylcysteinylvalylvalylthreonylleucylserylalanylphenylalanylalanylthreonyl- glutamylalanylhistidyllysyllysylleucylserylglutamylprolylleucylglutamylva- lylserylphenylalanylmethionylasparaginylvalyllysylleucylleucylisoleucylgl- utaminylaspartylleucylglutamylaspartylisoleucylglutamylglutaminylarginylv- alylprolylvalylmethionylaspartylalanylglutaminyltyrosyllysylisoleucylisol- eucylthreonyllysylthreonylalanylhistidylleucylisoleucylthreonyllysylgluta- mylserylprolylglutaminylglutamylglutamylglycyllysylglutamylmethionylpheny- lalanylalanylthreonylmethionylseryllysylleucyllysylglutamylglutaminylleuc- ylthreonyllysylvalyllysylglutamylcysteinyltyrosylserylprolylleucylleucylt- yrosylglutamylserylglutaminylglutaminylleucylleucylisoleucylprolylleucylg- lutamylglutamylleucylglutamyllysylglutaminylmethionylthreonylserylphenyla- lanyltyrosylaspartylserylleucylglycyllysylisoleucylasparaginylglutamyliso- leucylisoleucylthreonylvalylleucylglutamylarginylglutamylalanylglutaminyl- serylserylalanylleucylphenylalanyllysylglutaminyllysylhistidylglutaminylg- lutamylleucylleucylalanylcysteinylglutaminylglutamylasparaginylcysteinyll- ysyllysylthreonylleucylthreonylleucylisoleucylglutamyllysylglycylserylglu- taminylserylvalylglutaminyllysylphenylalanylvalylthreonylleucylserylaspar- aginylvalylleucyllysylhistidylphenylalanylaspartylglutaminylthreonylargin- ylleucylglutaminylarginylglutaminylisoleucylalanylaspartylisoleucylhistid- ylvalylalanylphenylalanylglutaminylserylmethionylvalyllysyllysylthreonylg- lycylaspartyltryptophyllysyllysylhistidylvalylglutamylthreonylasparaginyl- serylarginylleucylmethionyllysyllysylphenylalanylglutamylglutamylserylarg- inylalanylglutamylleucylglutamyllysylvalylleucylarginylisoleucylalanylglu- taminylglutamylglycylleucylglutamylglutamyllysylglycylaspartylprolylgluta- mylglutamylleucylleucylarginylarginylhistidylthreonylglutamylphenylalanyl- phenylalanylserylglutaminylleucylaspartylglutaminylarginylvalylleucylaspa- raginylalanylphenylalanylleucyllysylalanylcysteinylaspartylglutamylleucyl- threonylaspartylisoleucylleucylprolylglutamylglutaminylglutamylglutaminyl- glutaminylglycylleucylglutaminylglutamylalanylvalylarginyllysylleucylhist- idyllysylglutaminyltryptophyllysylaspartylleucylglutaminylglycylglutamyla- lanylprolyltyrosylhistidylleucylleucylhistidylleucyllysylisoleucylasparty- lvalylglutamyllysylasparaginylarginylphenylalanylleucylalanylserylvalylgl- utamylglutamylcysteinylarginylthreonylglutamylleucylaspartylarginylglutam- ylthreonyllysylleucylmethionylprolylglutaminylglutamylglycylserylglutamyl- lysylisoleucylisoleucyllysylglutamylhistidylarginylvalylphenylalanylpheny- lalanylserylaspartyllysylglycylprolylhistidylhistidylleucylcysteinylgluta- myllysylarginylleucylglutaminylleucylisoleucylglutamylglutamylleucylcyste- inylvalyllysylleucylprolylvalylarginylaspartylprolylvalylarginylaspartylt- hreonylprolylglycylthreonylcysteinylhistidylvalylthreonylleucyllysylgluta- mylleucylarginylalanylalanylisoleucylaspartylserylthreonyltyrosylarginyll- ysylleucylmethionylglutamylaspartylprolylaspartyllysyltryptophyllysylaspa- rtyltyrosylthreonylserylarginylphenylalanylserylglutamylphenylalanylseryl- seryltryptophylisoleucylserylthreonylasparaginylglutamylthreonylglutaminy- lleucyllysylglycylisoleucyllysylglycylglutamylalanylisoleucylaspartylthre- onylalanylasparaginylhistidylglycylglutamylvalyllysylarginylalanylvalylgl- utamylglutamylisoleucylarginylasparaginylglycylvalylthreonyllysylarginylg- lycylglutamylthreonylleucylseryltryptophylleucyllysylserylarginylleucylly- sylvalylleucylthreonylglutamylvalylserylserylglutamylasparaginylglutamyla- lanylglutaminyllysylglutaminylglycylaspartylglutamylleucylalanyllysylleuc- ylserylserylserylphenylalanyllysylalanylleucylvalylthreonylleucylleucylse- rylglutamylvalylglutamyllysylmethionylleucylserylasparaginylphenylalanylg- lycylaspartylcysteinylvalylglutaminyltyrosyllysylglutamylisoleucylvalylly- sylasparaginylserylleucylglutamylglutamylleucylisoleucylserylglycylseryll- ysylglutamylvalylglutaminylglutamylglutaminylalanylglutamyllysylisoleucyl- leucylaspartylthreonylglutamylasparaginylleucylphenylalanylglutamylalanyl- glutaminylglutaminylleucylleucylleucylhistidylhistidylglutaminylglutaminy- llysylthreonyllysylarginylisoleucylserylalanyllysyllysylarginylaspartylva- lylglutaminylglutaminylglutaminylisoleucylalanylglutaminylalanylglutaminy- lglutaminylglycylglutamylglycylglycylleucylprolylaspartylarginylglycylhis- tidylglutamylglutamylleucylarginyllysylleucylglutamylserylthreonylleucyla- spartylglycylleucylglutamylarginylserylarginylglutamylarginylglutaminylgl- utamylarginylarginylisoleucylglutaminylvalylthreonylleucylarginyllysyltry- ptophylglutamylarginylphenylalanylglutamylthreonylasparaginyllysylglutamy- lthreonylvalylvalylarginyltyrosylleucylphenylalanylglutaminylthreonylglyc- ylserylserylhistidylglutamylarginylphenylalanylleucylserylphenylalanylser- ylserylleucylglutamylserylleucylserylserylglutamylleucylglutamylglutaminy- lthreonyllysylglutamylphenylalanylseryllysylarginylthreonylglutamylseryli- soleucylalanylvalylglutaminylalanylglutamylasparaginylleucylvalyllysylglu- tamylalanylserylglutamylisoleucylprolylleucylglycylprolylglutaminylaspara- ginyllysylglutaminylleucylleucylglutaminylglutaminylglutaminylalanyllysyl- serylisoleucyllysylglutamylglutaminylvalyllysyllysylleucylglutamylasparty- lthreonylleucylglutamylglutamylaspartylisoleucyllysylthreonylmethionylglu- tamylmethionylvalyllysylthreonyllysyltryptophylaspartylhistidylphenylalan- ylglycylserylasparaginylphenylalanylglutamylthreonylleucylserylvalyltrypt- ophylisoleucylthreonylglutamyllysylglutamyllysylglutamylleucylasparaginyl- alanylleucylglutamylthreonylserylserylserylalanylmethionylaspartylmethion- ylglutaminylisoleucylserylglutaminylisoleucyllysylvalylthreonylisoleucylg- lutaminylglutamylisoleucylglutamylseryllysylleucylserylserylisoleucylvaly- lglycylleucylglutamylglutamylglutamylalanylglutaminylserylphenylalanylala- nylglutaminylphenylalanylvalylthreonylthreonylglycylglutamylserylalanylar- ginylisoleucyllysylalanyllysylleucylthreonylglutaminylisoleucylarginylarg- inyltyrosylglycylglutamylglutamylleucylarginylglutamylhistidylalanylgluta- minylcysteinylleucylglutamylglycylthreonylisoleucylleucylglycylhistidylle- ucylserylglutaminylglutaminylglutaminyllysylphenylalanylglutamylglutamyla- sparaginylleucylarginyllysylisoleucylglutaminylglutaminylserylvalylserylg- lutamylphenylalanylglutamylaspartyllysylleucylalanylvalylprolylisoleucyll- ysylisoleucylcysteinylserylserylalanylthreonylglutamylthreonyltyrosyllysy- lvalylleucylglutaminylglutamylhistidylmethionylaspartylleucylcysteinylglu- taminylalanylleucylglutamylserylleucylserylserylalanylisoleucylthreonylal- anylphenylalanylserylalanylserylalanylarginyllysylvalylvalylasparaginylar- ginylaspartylserylcysteinylvalylglutaminylglutamylalanylalanylalanylleucy- lglutaminylglutaminylglutaminyltyrosylglutamylaspartylisoleucylleucylargi- nylarginylalanyllysylglutamylarginylglutaminylthreonylalanylleucylglutamy- lasparaginylleucylleucylalanylhistidyltryptophylglutaminylarginylleucylgl- utamyllysylglutamylleucylserylserylphenylalanylleucylthreonyltryptophylle- ucylglutamylarginylglycylglutamylalanyllysylalanylserylserylprolylglutamy- lmethionylaspartylisoleucylserylalanylaspartylarginylvalyllysylvalylgluta- mylglycylglutamylleucylglutaminylleucylisoleucylglutaminylalanylleucylglu- taminylasparaginylglutamylvalylvalylserylglutaminylalanylserylphenylalany- ltyrosylseryllysylleucylleucylglutaminylleucyllysylglutamylserylleucylphe- nylalanylserylvalylalanylseryllysylaspartylaspartylvalyllysylmethionylmet- hionyllysylleucylhistidylleucylglutamylglutaminylleucylaspartylglutamylar- ginyltryptophylarginylaspartylleucylprolylglutaminylisoleucylisoleucylasp- araginyllysylarginylisoleucylasparaginylphenylalanylleucylglutaminylseryl- valylvalylalanylglutamylhistidylglutaminylglutaminylphenylalanylaspartylg- lutamylleucylleucylleucylserylphenylalanylserylvalyltryptophylisoleucylly- sylleucylphenylalanylleucylserylglutamylleucylglutaminylthreonylthreonyls- erylglutamylisoleucylserylisoleucylmethionylaspartylhistidylglutaminylval- ylalanylleucylthreonylarginylhistidyllysylaspartylhistidylalanylalanylglu- tamylvalylglutamylseryllysyllysylglycylglutamylleucylglutaminylserylleucy- lglutaminylglycylhistidylleucylalanyllysylleucylglycylserylleucylglycylar- ginylalanylglutamylaspartylleucylhistidylleucylleucylglutaminylglycyllysy- lalanylglutamylaspartylcysteinylphenylalanylglutaminylleucylphenylalanylg- lutamylglutamylalanylserylglutaminylvalylvalylglutamylarginylarginylgluta- minylleucylalanylleucylserylhistidylleucylalanylglutamylphenylalanylleucy- lglutaminylserylhistidylalanylserylleucylserylglycylisoleucylleucylarginy- lglutaminylleucylarginylglutaminylthreonylvalylglutamylalanylthreonylaspa- raginylserylmethionylasparaginyllysylasparaginylglutamylserylaspartylleuc- ylisoleucylglutamyllysylaspartylleucylasparaginylaspartylalanylleucylglut- aminylasparaginylalanyllysylalanylleucylglutamylserylalanylalanylvalylser- ylleucylaspartylglycylisoleucylleucylseryllysylalanylglutaminyltyrosylhis- tidylleucyllysylisoleucylglycylserylserylglutamylglutaminylarginylthreony- lserylcysteinylarginylalanylthreonylalanylaspartylglutaminylleucylcystein- ylglycylglutamylvalylglutamylarginylisoleucylglutaminylasparaginylleucyll- eucylglycylthreonyllysylglutaminylserylglutamylalanylaspartylalanylleucyl- alanylvalylleucyllysyllysylalanylphenylalanylglutaminylaspartylglutaminyl- lysylglutamylglutamylleucylleucyllysylserylisoleucylglutamylaspartylisole- ucylglutamylglutamylarginylthreonylaspartyllysylglutamylarginylleucyllysy- lglutamylprolylthreonylarginylglutaminylalanylleucylglutaminylglutaminyla- rginylleucylarginylvalylphenylalanylasparaginylglutaminylleucylglutamylas- partylglutamylleucylasparaginylserylhistidylglutamylhistidylglutamylleucy- lcysteinyltryptophylleucyllysylaspartyllysylalanyllysylglutaminylisoleucy- lalanylglutaminyllysylaspartylvalylalanylphenylalanylalanylprolylglutamyl- valylaspartylarginylglutamylisoleucylasparaginylarginylleucylglutamylvaly- lthreonyltryptophylaspartylaspartylthreonyllysylarginylleucylisoleucylhis- tidylglutamylasparaginylglutaminylglycylglutaminylcysteinylcysteinylglycy- lleucylisoleucylaspartylleucylmethionylarginylglutamyltyrosylglutaminylas- paraginylleucyllysylserylalanylvalylseryllysylvalylleucylglutamylasparagi- nylalanylserylserylvalylisoleucylvalylthreonylarginylthreonylthreonylisol- eucyllysylaspartylglutaminylglutamylaspartylleucyllysyltryptophylalanylph- enylalanylseryllysylhistidylglutamylthreonylalanyllysylasparaginyllysylme- thionylasparaginyltyrosyllysylglutaminyllysylaspartylleucylaspartylaspara- ginylphenylalanylthreonylseryllysylglycyllysylhistidylleucylleucylserylgl- utamylleucyllysyllysylisoleucylhistidylserylserylaspartylphenylalanylsery- lleucylvalyllysylthreonylaspartylmethionylglutamylserylthreonylvalylaspar- tyllysyltryptophylleucylaspartylvalylserylglutamyllysylleucylglutamylglut- amylasparaginylmethionylaspartylarginylleucylarginylvalylserylleucylseryl- isoleucyltryptophylaspartylaspartylvalylleucylserylthreonylarginylasparty- lglutamylisoleucylglutamylglycyltryptophylserylasparaginylasparaginylcyst- einylvalylprolylglutaminylmethionylalanylglutamylasparaginylisoleucylsery- lasparaginylleucylaspartylasparaginylhistidylleucylarginylalanylglutamylg- lutamylleucylleucyllysylglutamylphenylalanylglutamylserylglutamylvalyllys- ylasparaginyllysylalanylleucylarginylleucylglutamylglutamylleucylhistidyl- seryllysylvalylasparaginylaspartylleucyllysylglutamylleucylthreonyllysyla- sparaginylleucylglutamylthreonylprolylprolylaspartylleucylglutaminylpheny- lalanylisoleucylglutamylalanylaspartylleucylmethionylglutaminyllysylleucy- lglutamylhistidylalanyllysylglutamylisoleucylthreonylglutamylvalylalanyll- ysylglycylthreonylleucyllysylaspartylphenylalanylthreonylalanylglutaminyl- serylthreonylglutaminylvalylglutamyllysylphenylalanylisoleucylasparaginyl- aspartylisoleucylthreonylthreonyltryptophylphenylalanylthreonyllysylvalyl- glutamylglutamylserylleucylmethionylasparaginylcysteinylalanylglutaminyla- sparaginylglutamylthreonylcysteinylglutamylalanylleucyllysyllysylvalyllys- ylaspartylisoleucylglutaminyllysylglutamylleucylglutaminylserylglutaminyl- glutaminylserylasparaginylisoleucylserylserylthreonylglutaminylglutamylas- paraginylleucylasparaginylserylleucylcysteinylarginyllysyltyrosylhistidyl- serylalanylglutamylleucylglutamylserylleucylglycylarginylalanylmethionylt- hreonylglycylleucylisoleucyllysyllysylhistidylglutamylalanylvalylserylglu- taminylleucylcysteinylseryllysylthreonylglutaminylalanylserylleucylglutam- inylglutamylserylleucylglutamyllysylhistidylphenylalanylserylglutamylsery- lmethionylglutaminylglutamylphenylalanylglutaminylglutamyltryptophylpheny- lalanylleucylglycylalanyllysylalanylalanylalanyllysylglutamylserylserylas- partylarginylthreonylglycylaspartylseryllysylvalylleucylglutamylalanyllys- ylleucylhistidylaspartylleucylglutaminylasparaginylisoleucylleucylasparty- lserylvalylserylaspartylglycylglutaminylseryllysylleucylaspartylalanylval- ylthreonylglutaminylglutamylglycylglutaminylthreonylleucyltyrosylalanylhi- stidylleucylseryllysylglutaminylisoleucylvalylserylserylisoleucylglutamin- ylglutamylglutaminylisoleucylthreonyllysylalanylasparaginylglutamylglutam- ylphenylalanylglutaminylalanylphenylalanylleucyllysylglutaminylcysteinyll- eucyllysylaspartyllysylglutaminylalanylleucylglutaminylaspartylcysteinyla- lanylserylglutamylleucylglycylserylphenylalanylglutamylaspartylglutaminyl- histidylarginyllysylleucylasparaginylleucyltryptophylisoleucylhistidylglu- tamylmethionylglutamylglutamylarginylphenylalanylasparaginylthreonylgluta- mylasparaginylleucylglycylglutamylseryllysylglutaminylhistidylisoleucylpr- olylglutamyllysyllysylasparaginylglutamylvalylhistidyllysylvalylglutamylm- ethionylphenylalanylleucylglycylglutamylleucylleucylalanylalanylarginylgl- utamylserylleucylaspartyllysylleucylserylglutaminylarginylglycylglutaminy- lleucylleucylserylglutamylglutamylglycylhistidylglycylalanylglycylglutami- nylglutamylglycylarginylleucylcysteinylserylglutaminylleucylleucylthreony- lserylhistidylglutaminylasparaginylleucylleucylarginylmethionylthreonylly- sylglutamyllysylleucylarginylserylcysteinylglutaminylvalylalanylleucylglu- taminylglutamylhistidylglutamylalanylleucylglutamylglutamylalanylleucylgl- utaminylserylmethionyltryptophylphenylalanyltryptophylvalyllysylalanyliso- leucylglutaminylaspartylarginylleucylalanylcysteinylalanylglutamylserylth- reonylleucylglycylseryllysylaspartylthreonylleucylglutamyllysylarginylleu- cylserylglutaminylisoleucylglutaminylaspartylisoleucylleucylleucylmethion- yllysylglycylglutamylglycylglutamylvalyllysylleucylasparaginylmethionylal- anylisoleucylglycyllysylglycylglutamylglutaminylalanylleucylarginylseryls- erylasparaginyllysylglutamylglycylglutaminylarginylvalylisoleucylglutamin- ylthreonylglutaminylleucylglutamylthreonylleucyllysylglutamylvalyltryptop- hylalanylaspartylisoleucylmethionylserylserylserylvalylhistidylalanylglut- aminylserylthreonylleucylglutamylserylvalylisoleucylserylglutaminyltrypto- phylasparaginylaspartyltyrosylvalylglutamylarginyllysylasparaginylglutami- nylleucylglutamylglutaminyltryptophylmethionylglutamylserylvalylaspartylg- lutaminyllysylisoleucylglutamylhistidylprolylleucylglutaminylprolylglutam- inylprolylglycylleucyllysylglutamyllysylphenylalanylvalylleucylleucylaspa- rtylhistidylleucylglutaminylserylisoleucylleucylserylglutamylalanylglutam- ylaspartylhistidylthreonylarginylalanylleucylhistidylarginylleucylisoleuc- ylalanyllysylserylarginylglutamylleucyltyrosylglutamyllysylthreonylglutam- ylaspartylglutamylserylphenylalanyllysylaspartylthreonylalanylglutaminylg- lutamylglutamylleucyllysylthreonylglutaminylphenylalanylasparaginylaspart- ylisoleucylmethionylthreonylvalylalanyllysylglutamyllysylmethionylarginyl- lysylvalylglutamylglutamylisoleucylvalyllysylaspartylhistidylleucylmethio- nyltyrosylleucylaspartylalanylvalylhistidylglutamylphenylalanylthreonylas- partyltryptophylleucylhistidylserylalanyllysylglutamylglutamylleucylhisti- dylarginyltryptophylserylaspartylmethionylserylglycylaspartylserylserylal- anylthreonylglutaminyllysyllysylleucylseryllysylisoleucyllysylglutamylleu- cylisoleucylaspartylserylarginylglutamylisoleucylglycylalanylserylarginyl- leucylserylarginylvalylglutamylserylleucylalanylprolylglutamylvalyllysylg- lutaminylasparaginylthreonylthreonylalanylserylglycylcysteinylglutamylleu- cylmethionylhistidylthreonylglutamylmethionylglutaminylalanylleucylarginy- lalanylaspartyltryptophyllysylglutaminyltryptophylglutamylaspartylserylva- lylphenylalanylglutaminylthreonylglutaminylserylcysteinylleucylglutamylas- paraginylleucylvalylserylglutaminylmethionylalanylleucylserylglutamylglut- aminylglutamylphenylalanylserylglycylglutaminylvalylalanylglutaminylleucy- lglutamylglutaminylalanylleucylglutamylglutaminylphenylalanylserylalanyll- eucylleucyllysylthreonyltryptophylalanylglutaminylglutaminylleucylthreony- lleucylleucylglutamylglycyllysylasparaginylthreonylaspartylglutamylglutam- ylisoleucylvalylglutamylcysteinyltryptophylhistidyllysylglycylglutaminylg- lutamylisoleucylleucylaspartylalanylleucylglutaminyllysylalanylglutamylpr- olylarginylthreonylglutamylaspartylleucyllysylserylglutaminylleucylaspara- ginylglutamylleucylcysteinylarginylphenylalanylserylarginylaspartylleucyl- serylthreonyltyrosylserylglycyllysylvalylserylglycylleucylisoleucyllysylg- lutamyltyrosylasparaginylcysteinylleucylcysteinylleucylglutaminylalanylse- ryllysylglycylcysteinylglutaminylasparaginyllysylglutamylglutaminylisoleu- cylleucylglutaminylglutaminylarginylphenylalanylarginyllysylalanylphenyla- lanylarginylaspartylphenylalanylglutaminylglutaminyltryptophylleucylvalyl- asparaginylalanyllysylisoleucylthreonylthreonylalanyllysylcysteinylphenyl- alanylaspartylisoleucylprolylglutaminylasparaginylisoleucylserylglutamylv- alylserylthreonylserylleucylglutaminyllysylisoleucylglutaminylglutamylphe- nylalanylleucylserylglutamylserylglutamylasparaginylglycylglutaminylhisti- dyllysylleucylasparaginylmethionylmethionylleucylseryllysylglycylglutamyl- leucylleucylserylthreonylleucylleucylthreonyllysylglutamyllysylalanyllysy- lglycylisoleucylglutaminylalanyllysylvalylthreonylalanylalanyllysylglutam- ylaspartyltryptophyllysylasparaginylphenylalanylhistidylserylasparaginyll- eucylhistidylglutaminyllysylglutamylserylalanylleucylglutamylasparaginyll- eucyllysylisoleucylglutaminylmethionyllysylaspartylphenylalanylglutamylva- lylserylalanylglutamylprolylisoleucylglutaminylaspartyltryptophylleucylse- ryllysylthreonylglutamyllysylmethionylvalylhistidylglutamylserylserylaspa- raginylarginylleucyltyrosylaspartylleucylprolylalanyllysylarginylarginylg- lutamylglutaminylglutaminyllysylleucylglutaminylserylvalylleucylglutamylg- lutamylisoleucylhistidylcysteinyltyrosylglutamylprolylglutaminylleucylasp- araginylarginylleucyllysylglutamyllysylalanylglutaminylglutaminylleucyltr- yptophylglutamylglycylglutaminylalanylalanylseryllysylserylphenylalanylar- ginylhistidylarginylvalylserylglutaminylleucylserylserylglutaminyltyrosyl- leucylalanylleucylserylasparaginylleucylthreonyllysylglutamyllysylvalylse- rylarginylleucylaspartylarginylisoleucylvalylalanylglutamylhistidylaspara- ginylglutaminylphenylalanylserylleucylglycylisoleucyllysylglutamylleucylg- lutaminylaspartyltryptophylmethionylthreonylaspartylalanylisoleucylhistid- ylmethionylleucylaspartylseryltyrosylcysteinylhistidylprolylthreonylseryl- aspartyllysylserylvalylleucylaspartylserylarginylthreonylleucyllysylleucy- lglutamylalanylleucylleucylserylvalyllysylglutaminylglutamyllysylglutamyl- isoleucylglutaminylmethionyllysylmethionylisoleucylvalylthreonylarginylgl- ycylglutamylserylvalylleucylglutaminylasparaginylthreonylserylprolylgluta- mylglycylisoleucylprolylthreonylisoleucylglutaminylglutaminylglutaminylle- ucylglutaminylserylvalyllysylaspartylmethionyltryptophylalanylserylleucyl- leucylserylalanylglycylisoleucylarginylcysteinyllysylserylglutaminylleucy- lglutamylglycylalanylleucylseryllysyltryptophylthreonylseryltyrosylglutam- inylaspartylglycylvalylarginylglutaminylphenylalanylserylglycyltryptophyl- methionylaspartylserylmethionylglutamylalanylasparaginylleucylasparaginyl- glutamylserylglutamylarginylglutaminylhistidylalanylglutamylleucylarginyl- aspartyllysylthreonylthreonylmethionylleucylglycyllysylalanyllysylleucyll- eucylasparaginylglutamylglutamylvalylleucylseryltyrosylserylserylleucylle- ucylglutamylthreonylisoleucylglutamylvalyllysylglycylalanylglycylmethiony- lthreonylglutamylhistidyltyrosylvalylthreonylglutaminylleucylglutamylleuc- ylglutaminylaspartylleucylglutaminylglutamylarginyltyrosylarginylalanylis- oleucylglutaminylglutamylarginylalanyllysylglutamylalanylvalylthreonyllys- ylserylglutamyllysylleucylvalylarginylleucylhistidylglutaminylglutamyltyr- osylglutaminylarginylaspartylleucyllysylalanylphenylalanylglutamylvalyltr- yptophylleucylglycylglutaminylglutamylglutaminylglutamyllysylleucylaspart- ylglutaminyltyrosylserylvalylleucylglutamylglycylaspartylalanylhistidylth- reonylhistidylglutamylthreonylthreonylleucylarginylaspartylleucylglutamin- ylglutamylleucylglutaminylvalylhistidylcysteinylalanylglutamylglycylgluta- minylalanylleucylleucylasparaginylserylvalylleucylhistidylthreonylarginyl- glutamylaspartylvalylisoleucylprolylserylglycylisoleucylprolylglutaminyla- lanylglutamylaspartylarginylalanylleucylglutamylserylleucylarginylglutami- nylaspartyltryptophylglutaminylalanyltyrosylglutaminylhistidylarginylleuc- ylserylglutamylthreonylarginylthreonylglutaminylphenylalanylasparaginylas- paraginylvalylvalylasparaginyllysylleucylarginylleucylmethionylglutamylgl- utaminyllysylphenylalanylglutaminylglutaminylvalylaspartylglutamyltryptop- hylleucyllysylthreonylalanylglutamylglutamyllysylvalylserylprolylarginylt- hreonylarginylarginylglutaminylserylasparaginylarginylalanylthreonyllysyl- glutamylisoleucylglutaminylleucylhistidylglutaminylmethionyllysyllysyltry- ptophylhistidylglutamylglutamylvalylthreonylalanyltyrosylarginylaspartylg- lutamylvalylglutamylglutamylvalylglycylalanylarginylalanylglutaminylgluta- mylisoleucylleucylaspartylglutamylserylhistidylvalylasparaginylserylargin- ylmethionylglycylcysteinylglutaminylalanylthreonylglutaminylleucylthreony- lserylarginyltyrosylglutaminylalanylleucylleucylleucylglutaminylvalylleuc- ylglutamylglutaminylisoleucyllysylphenylalanylleucylglutamylglutamylgluta- mylisoleucylglutaminylserylleucylglutamylglutamylserylglutamylserylseryll- eucylserylseryltyrosylserylaspartyltryptophyltyrosylglycylserylthreonylhi- stidyllysylasparaginylphenylalanyllysylasparaginylvalylalanylthreonyllysy- lisoleucylaspartyllysylvalylaspartylthreonylvalylmethionylmethionylglycyl- lysyllysylleucyllysylthreonylleucylglutamylvalylleucylleucyllysylaspartyl- methionylglutamyllysylglycylhistidylserylleucylleucyllysylserylalanylargi- nylglutamyllysylglycylglutamylarginylalanylvalyllysyltyrosylleucylglutamy- lglutamylglycylglutamylalanylglutamylarginylleucylarginyllysylglutamyliso- leucylhistidylaspartylhistidylmethionylglutamylglutaminylleucyllysylgluta- mylleucylthreonylserylthreonylvalylarginyllysylglutamylhistidylmethionylt- hreonylleucylglutamyllysylglycylleucylhistidylleucylalanyllysylglutamylph- enylalanylserylaspartyllysylcysteinyllysylalanylleucylthreonylglutaminylt- ryptophylisoleucylalanylglutamyltyrosylglutaminylglutamylisoleucylleucylh- istidylvalylprolylglutamylglutamylprolyllysylmethionylglutamylleucyltyros- ylglutamyllysyllysylalanylglutaminylleucylseryllysyltyrosyllysylserylleuc- ylglutaminylglutaminylthreonylvalylleucylserylhistidylglutamylprolylseryl- valyllysylserylvalylarginylglutamyllysylglycylglutamylalanylleucylleucylg- lutamylleucylvalylglutaminylaspartylvalylthreonylleucyllysylaspartyllysyl- isoleucylaspartylglutaminylleucylglutaminylserylaspartyltyrosylglutaminyl- aspartylleucylcysteinylserylisoleucylglycyllysylglutamylhistidylvalylphen- ylalanylserylleucylglutamylalanyllysylvalyllysylaspartylhistidylglutamyla- spartyltyrosylasparaginylserylglutamylleucylglutaminylglutamylvalylglutam- yllysyltryptophylleucylleucylglutaminylmethionylserylglycylarginylleucylv- alylalanylprolylaspartylleucylleucylglutamylthreonylserylserylleucylgluta- mylthreonylisoleucylthreonylglutaminylglutaminylleucylalanylhistidylhisti- dyllysylalanylmethionylmethionylglutamylglutamylisoleucylalanylglycylphen- ylalanylglutamylaspartylarginylleucylasparaginylasparaginylleucylglutamin- ylmethionyllysylglycylaspartylthreonylleucylisoleucylglycylglutaminylcyst- einylalanylaspartylhistidylleucylglutaminylalanyllysylleucyllysylglutamin- ylasparaginylvalylhistidylalanylhistidylleucylglutaminylglycylthreonyllys- ylaspartylseryltyrosylserylalanylisoleucylcysteinylserylthreonylalanylglu- taminylarginylmethionyltyrosylglutaminylserylleucylglutamylhistidylglutam- ylleucylglutaminyllysylhistidylvalylserylarginylglutaminylaspartylthreony- lleucylglutaminylglutaminylcysteinylglutaminylalanyltryptophylleucylseryl- alanylvalylglutaminylprolylaspartylleucylglutamylprolylserylprolylglutami- nylprolylprolylleucylserylarginylalanylglutamylalanylisoleucyllysylglutam- inylvalyllysylhistidylphenylalanylarginylalanylleucylglutaminylglutamylgl- utaminylalanylarginylthreonyltyrosylleucylaspartylleucylleucylcysteinylse- rylmethionylcysteinylaspartylleucylserylasparaginylalanylserylvalyllysylt- hreonylthreonylalanyllysylaspartylisoleucylglutaminylglutaminylthreonylgl- utamylglutaminylthreonylisoleucylglutamylglutaminyllysylleucylvalylglutam- inylalanylglutaminylasparaginylleucylthreonylglutaminylglycyltryptophylgl- utamylglutamylisoleucyllysylhistidylleucyllysylserylglutamylleucyltryptop- hylisoleucyltyrosylleucylglutaminylaspartylalanylaspartylglutaminylglutam- inylleucylglutaminylasparaginylmethionyllysylarginylarginylhistidylserylg- lutamylleucylglutamylleucylasparaginylisoleucylalanylglutaminylasparaginy- lmethionylvalylserylglutaminylvalyllysylaspartylphenylalanylvalyllysyllys- ylleucylglutaminylseryllysylglutaminylalanylserylvalylasparaginylthreonyl- isoleucylisoleucylglutamyllysylvalylasparaginyllysylleucylthreonyllysylly- sylglutamylglutamylserylprolylglutamylhistidyllysylglutamylisoleucylaspar- aginylhistidylleucylasparaginylaspartylglutaminyltryptophylleucylaspartyl- leucylcysteinylarginylglutaminylserylasparaginylasparaginylleucylcysteiny- lleucylglutaminylarginylglutamylglutamylaspartylleucylglutaminylarginylth- reonylarginylaspartyltyrosylhistidylaspartylcysteinylmethionylasparaginyl- valylvalylglutamylvalylphenylalanylleucylglutamyllysylphenylalanylthreony- lthreonylglutamyltryptophylaspartylasparaginylleucylalanylarginylserylasp- artylalanylglutamylserylthreonylalanylvalylhistidylleucylglutamylalanylle- ucyllysyllysylleucylalanylleucylalanylleucylglutaminylglutamylarginyllysy- ltyrosylalanylisoleucylglutamylaspartylleucyllysylaspartylglutaminyllysyl- glutaminyllysylmethionylisoleucylglutamylhistidylleucylasparaginylleucyla- spartylaspartyllysylglutamylleucylvalyllysylglutamylglutaminylthreonylser- ylhistidylleucylglutamylglutaminylarginyltryptophylphenylalanylglutaminyl- leucylglutamylaspartylleucylisoleucyllysylarginyllysylisoleucylglutaminyl- valylserylvalylthreonylasparaginylleucylglutamylglutamylleucylasparaginyl- valylvalylglutaminylserylarginylphenylalanylglutaminylglutamylleucylmethi- onylglutamyltryptophylalanylglutamylglutamylglutaminylglutaminylprolylasp- araginylisoleucylalanylglutamylalanylleucyllysylglutaminylserylprolylprol- ylprolylaspartylmethionylalanylglutaminylasparaginylleucylleucylmethionyl- aspartylhistidylleucylalanylisoleucylcysteinylserylglutamylleucylglutamyl- alanyllysylglutaminylmethionylleucylleucyllysylserylleucylisoleucyllysyla- spartylalanylaspartylarginylvalylmethionylalanylaspartylleucylglycylleucy- lasparaginylglutamylarginylglutaminylvalylisoleucylglutaminyllysylalanyll- eucylserylaspartylalanylglutaminylserylhistidylvalylasparaginylcysteinyll- eucylserylaspartylleucylvalylglycylglutaminylarginylarginyllysyltyrosylle- ucylasparaginyllysylalanylleucylserylglutamyllysylthreonylglutaminylpheny- lalanylleucylmethionylalanylvalylphenylalanylglutaminylalanylthreonylsery- lglutaminylisoleucylglutaminylglutaminylhistidylglutamylarginyllysylisole- ucylmethionylphenylalanylarginylglutamylhistidylisoleucylcysteinylleucyll- eucylprolylaspartylaspartylvalylseryllysylglutaminylvalyllysylthreonylcys- teinyllysylserylalanylglutaminylalanylserylleucyllysylthreonyltyrosylglut- aminylasparaginylglutamylvalylthreonylglycylleucyltryptophylalanylglutami- nylglycylarginylglutamylleucylmethionyllysylglutamylvalylthreonylglutamyl- glutaminylglutamyllysylserylglutamylvalylleucylglycyllysylleucylglutaminy- lglutamylleucylglutaminylserylvalyltyrosylaspartylserylvalylleucylglutami- nyllysylcysteinylserylhistidylarginylleucylglutaminylglutamylleucylglutam- yllysylasparaginylleucylvalylserylarginyllysylhistidylphenylalanyllysylgl- utamylaspartylphenylalanylaspartyllysylalanylcysteinylhistidyltryptophyll- eucyllysylglutaminylalanylaspartylisoleucylvalylthreonylphenylalanylproly- lglutamylisoleucylasparaginylleucylmethionylasparaginylglutamylserylseryl- glutamylleucylhistidylthreonylglutaminylleucylalanyllysyltyrosylglutaminy- lasparaginylisoleucylleucylglutamylglutaminylserylprolylglutamyltyrosylgl- utamylasparaginylleucylleucylleucylthreonylleucylglutaminylarginylthreony- lglycylglutaminylthreonylisoleucylleucylprolylserylleucylasparaginylgluta- mylvalylaspartylhistidylseryltyrosylleucylserylglutamyllysylleucylasparag- inylalanylleucylprolylarginylglutaminylphenylalanylasparaginylvalylisoleu- cylvalylalanylleucylalanyllysylaspartyllysylphenylalanyltyrosyllysylvalyl- glutaminylglutamylalanylisoleucylleucylalanylarginyllysylglutamyltyrosyla- lanylserylleucylisoleucylglutamylleucylthreonylthreonylglutaminylserylleu- cylserylglutamylleucylglutamylalanylglutaminylphenylalanylleucylarginylme- thionylseryllysylvalylprolylthreonylaspartylleucylalanylvalylglutamylglut- amylalanylleucylserylleucylglutaminylaspartylglycylcysteinylarginylalanyl- isoleucylleucylaspartylglutamylvalylalanylglycylleucylglycylglutamylalany- lvalylaspartylglutamylleucylasparaginylglutaminyllysyllysylglutamylglycyl- phenylalanylarginylserylthreonylglycylglutaminylprolyltryptophylglutaminy- lprolylaspartyllysylmethionylleucylhistidylleucylvalylthreonylleucyltyros- ylhistidylarginylleucyllysylarginylglutaminylthreonylglutamylglutaminylar- ginylvalylserylleucylleucylglutamylaspartylthreonylthreonylserylalanyltyr- osylglutaminylglutamylhistidylglutamyllysylmethionylcysteinylglutaminylgl- utaminylleucylglutamylarginylglutaminylleucyllysylserylvalyllysylglutamyl- glutamylglutaminylseryllysylvalylasparaginylglutamylglutamylthreonylleucy- lprolylalanylglutamylglutamyllysylleucyllysylmethionyltyrosylhistidylsery- lleucylalanylglycylserylleucylglutaminylaspartylserylglycylisoleucylvalyl- leucyllysylarginylvalylthreonylisoleucylhistidylleucylglutamylaspartylleu- cylalanylprolylhistidylleucylaspartylprolylleucylalanyltyrosylglutamyllys- ylalanylarginylhistidylglutaminylisoleucylglutaminylseryltryptophylglutam- inylglycylglutamylleucyllysylleucylleucylthreonylserylalanylisoleucylglyc- ylglutamylthreonylvalylthreonylglutamylcysteinylglutamylserylarginylmethi- onylvalylglutaminylserylisoleucylaspartylphenylalanylglutaminylthreonylgl- utamylmethionylserylarginylserylleucylaspartyltryptophylleucylarginylargi- nylvalyllysylalanylglutamylleucylserylglycylprolylvalyltyrosylleucylaspar- tylleucylasparaginylleucylglutaminylaspartylisoleucylglutaminylglutamylgl- utamylisoleucylarginyllysylisoleucylglutaminylisoleucylhistidylglutaminyl- glutamylglutamylvalylglutaminylserylserylleucylarginylisoleucylmethionyla- sparaginylalanylleucylserylhistidyllysylglutamyllysylglutamyllysylphenyla- lanylthreonyllysylalanyllysylglutamylleucylisoleucylserylalanylaspartylle- ucylglutamylhistidylserylleucylalanylglutamylleucylserylglutamylleucylasp- artylglycylaspartylisoleucylglutaminylglutamylalanylleucylarginylthreonyl- arginylglutaminylalanylthreonylleucylthreonylglutamylisoleucyltyrosylsery- lglutaminylcysteinylglutaminylarginyltyrosyltyrosylglutaminylvalylphenyla- lanylglutaminylalanylalanylasparaginylaspartyltryptophylleucylglutamylasp- artylalanylglutaminylglutamylleucylleucylglutaminylleucylalanylglycylaspa- raginylglycylleucylaspartylvalylglutamylserylalanylglutamylglutamylaspara- ginylleucyllysylserylhistidylmethionylglutamylphenylalanylphenylalanylser- ylthreonylglutamylaspartylglutaminylphenylalanylhistidylserylasparaginyll- eucylglutamylglutamylleucylhistidylserylleucylvalylalanylthreonylleucylas- partylprolylleucylisoleucyllysylprolylthreonylglycyllysylglutamylaspartyl- leucylglutamylglutaminyllysylvalylalanylserylleucylglutamylleucylarginyls- erylglutaminylarginylmethionylserylarginylaspartylserylglycylalanylglutam- inylvalylaspartylleucylleucylglutaminylarginylcysteinylthreonylalanylglut- aminyltryptophylhistidylaspartyltyrosylglutaminyllysylalanylarginylglutam- ylglutamylvalylisoleucylglutamylleucylmethionylasparaginylaspartylthreony- lglutamyllysyllysylleucylserylglutamylphenylalanylserylleucylleucyllysylt- hreonylserylserylserylhistidylglutamylalanylglutamylglutamyllysylleucylse- rylglutamylhistidyllysylalanylleucylvalylserylvalylvalylasparaginylserylp- henylalanylhistidylglutamyllysylisoleucylvalylalanylleucylglutamylglutamy- llysylalanylserylglutaminylleucylglutamyllysylthreonylglycylasparaginylas- partylalanylseryllysylalanylthreonylleucylserylarginylserylmethionylthreo- nylthreonylvalyltryptophylglutaminylarginyltryptophylthreonylarginylleucy- larginylalanylvalylalanylglutaminylaspartylglutaminylglutamyllysylisoleuc- ylleucylglutamylaspartylalanylvalylaspartylglutamyltryptophylthreonylglyc- ylphenylalanylasparaginylasparaginyllysylvalyllysyllysylalanylthreonylglu- tamylmethionylisoleucylaspartylglutaminylleucylglutaminylaspartyllysylleu- cylprolylglycylserylserylalanylglutamyllysylalanylseryllysylalanylglutamy- lleucylleucylthreonylleucylleucylglutamyltyrosylhistidylaspartylthreonylp- henylalanylvalylleucylglutamylleucylglutamylglutaminylglutaminylglutaminy- lserylalanylleucylglycylmethionylleucylarginylglutaminylglutaminylthreony- lleucylserylmethionylleucylglutaminylaspartylglycylalanylalanylprolylthre- onylprolylglycylglutamylglutamylprolylprolylleucylmethionylglutaminylglut- amylisoleucylthreonylalanylmethionylglutaminylaspartylarginylcysteinylleu- cylasparaginylmethionylglutaminylglutamyllysylvalyllysylthreonylasparagin- ylglycyllysylleucylvalyllysylglutaminylglutamylleucyllysylaspartylarginyl- glutamylmethionylvalylglutamylthreonylglutaminylisoleucylasparaginylseryl- valyllysylcysteinyltryptophylvalylglutaminylglutamylthreonyllysylglutamyl- tyrosylleucylglycylasparaginylprolylthreonylisoleucylglutamylisoleucylasp- artylalanylglutaminylleucylglutamylglutamylleucylglutaminylisoleucylleucy- lleucylthreonylglutamylalanylthreonylasparaginylhistidylarginylglutaminyl- asparaginylisoleucylglutamyllysylmethionylalanylglutamylglutamylglutaminy- llysylglutamyllysyltyrosylleucylglycylleucyltyrosylthreonylisoleucylleucy- lprolylserylglutamylleucylserylleucylglutaminylleucylalanylglutamylvalyla- lanylleucylaspartylleucyllysylisoleucylarginylaspartylglutaminylisoleucyl- glutaminylaspartyllysylisoleucyllysylglutamylvalylglutamylglutaminylseryl- lysylalanylthreonylserylglutaminylglutamylleucylserylarginylglutaminyliso- leucylglutaminyllysylleucylalanyllysylaspartylleucylthreonylthreonylisole- ucylleucylthreonyllysylleucyllysylalanyllysylthreonylaspartylasparaginylv- alylvalylglutaminylalanyllysylthreonylaspartylglutaminyllysylvalylleucylg- lycylglutamylglutamylleucylaspartylglycylcysteinylasparaginylseryllysylle- ucylmethionylglutamylleucylaspartylalanylalanylvalylglutaminyllysylphenyl- alanylleucylglutamylglutaminylasparaginylglycylglutaminylleucylglycyllysy- lprolylleucylalanyllysyllysylisoleucylglycyllysylleucylthreonylglutamylle- ucylhistidylglutaminylglutaminylthreonylisoleucylarginylglutaminylalanylg- lutamylasparaginylarginylleucylseryllysylleucylasparaginylglutaminylalany- lalanylserylhistidylleucylglutamylglutamyltyrosylasparaginylglutamylmethi- onylleucylglutamylleucylisoleucylleucyllysyltryptophylisoleucylglutamylly- sylalanyllysylvalylleucylalanylhistidylglycylthreonylisoleucylalanyltrypt- ophylasparaginylserylalanylserylglutaminylleucylarginylglutamylglutaminyl- tyrosylisoleucylleucylhistidylglutaminylthreonylleucylleucylglutamylgluta- mylseryllysylglutamylisoleucylaspartylserylglutamylleucylglutamylalanylme- thionylthreonylglutamyllysylleucylglutaminyltyrosylleucylthreonylserylval- yltyrosylcysteinylthreonylglutamyllysylmethionylserylglutaminylglutaminyl- valylalanylglutamylleucylglycylarginylglutamylthreonylglutamylglutamylleu- cylarginylglutaminylmethionylisoleucyllysylisoleucylarginylleucylglutamin- ylasparaginylleucylglutaminylaspartylalanylalanyllysylaspartylmethionylly- syllysylphenylalanylglutamylalanylglutamylleucyllysyllysylleucylglutaminy- lalanylalanylleucylglutamylglutaminylalanylglutaminylalanylthreonylleucyl- threonylserylprolylglutamylvalylglycylarginylleucylserylleucyllysylglutam- ylglutaminylleucylserylhistidylarginylglutaminylhistidylleucylleucylseryl- glutamylmethionylglutamylserylleucyllysylprolyllysylvalylglutaminylalanyl- valylglutaminylleucylcysteinylglutaminylserylalanylleucylarginylisoleucyl- prolylglutamylaspartylvalylvalylalanylserylleucylprolylleucylcysteinylhis- tidylalanylalanylleucylarginylleucylglutaminylglutamylglutamylalanylseryl- arginylleucylglutaminylhistidylthreonylalanylisoleucylglutaminylglutaminy- lcysteinylasparaginylisoleucylmethionylglutaminylalanylalanylvalylvalylgl- utaminyltyrosylglutamylglutaminyltyrosylglutamylglutaminylglutamylmethion- yllysylhistidylleucylglutaminylglutaminylleucylisoleucylglutamylglycylala- nylhistidylarginylglutamylisoleucylglutamylaspartyllysylprolylvalylalanyl- threonylserylasparaginylisoleucylglutaminylglutamylleucylglutaminylalanyl- glutaminylisoleucylserylarginylhistidylglutamylglutamylleucylalanylglutam- inyllysylisoleucyllysylglycyltyrosylglutaminylglutamylglutaminylisoleucyl- alanylserylleucylasparaginylseryllysylcysteinyllysylmethionylleucylthreon- ylmethionyllysylalanyllysylhistidylalanylthreonylmethionylleucylleucylthr- eonylvalylthreonylglutamylvalylglutamylglycylleucylalanylglutamylglycylth- reonylglutamylaspartylleucylaspartylglycylglutamylleucylleucylprolylthreo- nylprolylserylalanylhistidylprolylserylvalylvalylmethionylmethionylthreon- ylalanylglycylarginylcysteinylhistidylthreonylleucylleucylserylprolylvaly- lthreonylglutamylglutamylserylglycylglutamylglutamylglycylthreonylasparag- inylserylglutamylisoleucylserylserylprolylprolylalanylcysteinylarginylser- ylprolylserylprolylvalylalanylasparaginylthreonylaspartylalanylserylvalyl- asparaginylglutaminylaspartylisoleucylalanyltyrosyltyrosylglutaminylalany- lleucylserylalanylglutamylarginylleucylglutaminylthreonylaspartylalanylal- anyllysylisoleucylhistidylprolylserylthreonylserylalanylserylglutaminylgl- utamylphenylalanyltyrosylglutamylprolylglycylleucylglutamylprolylserylala- nylthreonylalanyllysylleucylglycylaspartylleucylglutaminylarginylseryltry- ptophylglutamylthreonylleucyllysylasparaginylvalylisoleucylserylglutamyll- ysylglutaminylarginylthreonylleucyltyrosylglutamylalanylleucylglutamylarg- inylglutaminylglutaminyllysyltyrosylglutaminylaspartylserylleucylglutamin- ylserylisoleucylserylthreonyllysylmethionylglutamylalanylisoleucylglutamy- lleucyllysylleucylserylglutamylserylprolylglutamylprolylglycylarginylsery- lprolylglutamylserylglutaminylmethionylalanylglutamylhistidylglutaminylal- anylleucylmethionylaspartylglutamylisoleucylleucylmethionylleucylglutamin- ylaspartylglutamylisoleucylasparaginylglutamylleucylglutaminylserylseryll- eucylalanylglutamylglutamylleucylvalylserylglutamylserylcysteinylglutamyl- alanylaspartylprolylalanylglutamylglutaminylleucylalanylleucylglutaminyls- erylthreonylleucylthreonylvalylleucylalanylglutamylarginylmethionylserylt- hreonylisoleucylarginylmethionyllysylalanylserylglycyllysylarginylglutami- nylleucylleucylglutamylglutamyllysylleucylasparaginylaspartylglutaminylle- ucylglutamylglutamylglutaminylarginylglutaminylglutamylglutaminylalanylle- ucylglutaminylarginyltyrosylarginylcysteinylglutamylalanylaspartylglutamy- lleucylaspartylseryltryptophylleucylleucylserylthreonyllysylalanylthreony- lleucylaspartylthreonylalanylleucylserylprolylprolyllysylglutamylprolylme- thionylaspartylmethionylglutamylalanylglutaminylleucylmethionylaspartylcy- steinylglutaminylasparaginylmethionylleucylvalylglutamylisoleucylglutamyl- glutaminyllysylvalylvalylalanylleucylserylglutamylleucylserylvalylhistidy- lasparaginylglutamylasparaginylleucylleucylleucylglutamylglycyllysylalany- lhistidylthreonyllysylaspartylglutamylalanylglutamylglutaminylleucylalany- lglycyllysylleucylarginylarginylleucyllysylglycylserylleucylleucylglutamy- lleucylglutaminylarginylalanylleucylhistidylaspartyllysylglutaminylleucyl- asparaginylmethionylglutaminylglycylthreonylalanylglutaminylglutamyllysyl- glutamylglutamylserylaspartylvalylaspartylleucylthreonylalanylthreonylglu- taminylserylprolylglycylvalylglutaminylglutamyltryptophylleucylalanylglut- aminylalanylarginylthreonylthreonyltryptophylthreonylglutaminylglutaminyl- arginylglutaminylserylserylleucylglutaminylglutaminylglutaminyllysylgluta- mylleucylglutamylglutaminylglutamylleucylalanylglutamylglutaminyllysylser- ylleucylleucylarginylserylvalylalanylserylarginylglycylglutamylglutamylis- oleucylleucylisoleucylglutaminylhistidylserylalanylalanylglutamylthreonyl- serylglycylaspartylalanylglycylglutamyllysylprolylaspartylvalylleucylsery- lglutaminylglutamylleucylglycylmethionylglutamylglycylglutamyllysylseryls- erylalanylglutamylaspartylglutaminylmethionylarginylmethionyllysyltryptop- hylglutamylserylleucylhistidylglutaminylglutamylphenylalanylserylthreonyl- lysylglutaminyllysylleucylleucylglutaminylasparaginylvalylleucylglutamylg- lutaminylglutamylglutaminylglutamylglutaminylvalylleucyltyrosylserylargin- ylprolylasparaginylarginylleucylleucylserylglycylvalylprolylleucyltyrosyl- lysylglycylaspartylvalylprolylthreonylglutaminylaspartyllysylserylalanylv- alylthreonylserylleucylleucylaspartylglycylleucylasparaginylglutaminylala- nylphenylalanylglutamylglutamylvalylserylserylglutaminylserylglycylglycyl- alanyllysylarginylglutaminylserylisoleucylhistidylleucylglutamylglutaminy- llysylleucyltyrosylaspartylglycylvalylserylalanylthreonylserylthreonyltry- ptophylleucylaspartylaspartylvalylglutamylglutamylarginylleucylphenylalan- ylvalylalanylthreonylalanylleucylleucylprolylglutamylglutamylthreonylglut- amylthreonylcysteinylleucylphenylalanylasparaginylglutaminylglutamylisole- ucylleucylalanyllysylaspartylisoleucyllysylglutamylmethionylserylglutamyl- glutamylmethionylaspartyllysylasparaginyllysylasparaginylleucylphenylalan- ylserylglutaminylalanylphenylalanylprolylglutamylasparaginylglycylasparty- lasparaginylarginylaspartylvalylisoleucylglutamylaspartylthreonylleucylgl- ycylcysteinylleucylleucylglycylarginylleucylserylleucylleucylaspartylsery- lvalylvalylasparaginylglutaminylarginylcysteinylhistidylglutaminylmethion- yllysylglutamylarginylleucylglutaminylglutaminylisoleucylleucylasparaginy- lphenylalanylglutaminylasparaginylaspartylleucyllysylvalylleucylphenylala- nylthreonylserylleucylalanylaspartylasparaginyllysyltyrosylisoleucylisole- ucylleucylglutaminyllysylleucylalanylasparaginylvalylphenylalanylglutamyl- glutaminylprolylvalylalanylglutamylglutaminylisoleucylglutamylalanylisole- ucylglutaminylglutaminylalanylglutamylaspartylglycylleucyllysylglutamylph- enylalanylaspartylalanylglycylisoleucylisoleucylglutamylleucyllysylarginy- larginylglycylaspartyllysylleucylglutaminylvalylglutamylglutaminylprolyls- erylmethionylglutaminylglutamylleucylseryllysylleucylglutaminylaspartylme- thionyltyrosylaspartylglutamylleucylmethionylmethionylisoleucylisoleucylg- lycylserylarginylarginylserylglycylleucylasparaginylglutaminylasparaginyl- leucylthreonylleucyllysylserylglutaminyltyrosylglutamylarginylalanylleucy- lglutaminylaspartylleucylalanylaspartylleucylleucylglutamylthreonylglycyl- glutaminylglutamyllysylmethionylalanylglycylaspartylglutaminyllysylisoleu- cylisoleucylvalylserylseryllysylglutamylglutamylisoleucylglutaminylglutam- inylleucylleucylaspartyllysylhistidyllysylglutamyltyrosylphenylalanylglut- aminylglycylleucylglutamylserylhistidylmethionylisoleucylleucylthreonylgl- utamylthreonylleucylphenylalanylarginyllysylisoleucylisoleucylserylphenyl- alanylalanylvalylglutaminyllysylglutamylthreonylglutaminylphenylalanylhis- tidylthreonylglutamylleucylmethionylalanylglutaminylalanylserylalanylvaly- lleucyllysylarginylalanylhistidyllysylarginylglycylvalylglutamylleucylglu- tamyltyrosylisoleucylleucylglutamylthreonyltryptophylserylhistidylleucyla- spartylglutamylaspartylglutaminylglutaminylglutamylleucylserylarginylglut- aminylleucylglutamylvalylvalylglutamylserylserylisoleucylprolylserylvalyl- glycylleucylvalylglutamylglutamylasparaginylglutamylaspartylarginylleucyl- isoleucylaspartylarginylisoleucylthreonylleucyltyrosylglutaminylhistidyll- eucyllysylserylserylleucylasparaginylglutamyltyrosylglutaminylprolyllysyl- leucyltyrosylglutaminylvalylleucylaspartylaspartylglycyllysylarginylleucy- lleucylisoleucylserylisoleucylserylcysteinylserylaspartylleucylglutamylse- rylglutaminylleucylasparaginylglutaminylleucylglycylglutamylcysteinyltryp- tophylleucylserylasparaginylthreonylasparaginyllysylmethionylseryllysylgl- utamylleucylhistidylarginylleucylglutamylthreonylisoleucylleucyllysylhist- idyltryptophylthreonylarginyltyrosylglutaminylserylglutamylserylalanylasp- artylleucylisoleucylhistidyltryptophylleucylglutaminylserylalanyllysylasp- artylarginylleucylglutamylphenylalanyltryptophylthreonylglutaminylglutami- nylserylvalylthreonylvalylprolylglutaminylglutamylleucylglutamylmethionyl- valylarginylaspartylhistidylleucylasparaginylalanylphenylalanylleucylglut- amylphenylalanylseryllysylglutamylvalylaspartylalanylglutaminylserylseryl- leucyllysylserylserylvalylleucylserylthreonylglycylasparaginylglutaminyll- eucylleucylarginylleucyllysyllysylvalylaspartylthreonylalanylthreonylleuc- ylarginylserylglutamylleucylserylarginylisoleucylaspartylserylglutaminylt- ryptophylthreonylaspartylleucylleucylthreonylasparaginylisoleucylprolylal- anylvalylglutaminylglutamyllysylleucylhistidylglutaminylleucylglutaminylm- ethionylaspartyllysylleucylprolylserylarginylhistidylalanylisoleucylseryl- glutamylvalylmethionylseryltryptophylisoleucylserylleucylmethionylglutamy- lasparaginylvalylisoleucylglutaminyllysylaspartylglutamylaspartylasparagi- nylisoleucyllysylasparaginylserylisoleucylglycyltyrosyllysylalanylisoleuc- ylhistidylglutamyltyrosylleucylglutaminyllysyltyrosyllysylglycylphenylala- nyllysylisoleucylaspartylisoleucylasparaginylcysteinyllysylglutaminylleuc- ylthreonylvalylaspartylphenylalanylvalylasparaginylglutaminylserylvalylle- ucylglutaminylisoleucylserylserylglutaminylaspartylvalylglutamylseryllysy- larginylserylaspartyllysylthreonylaspartylphenylalanylalanylglutamylgluta- minylleucylglycylalanylmethionylasparaginyllysylseryltryptophylglutaminyl- isoleucylleucylglutaminylglycylleucylvalylthreonylglutamyllysylisoleucylg- lutaminylleucylleucylglutamylglycylleucylleucylglutamylseryltryptophylser- ylglutamyltyrosylglutamylasparaginylasparaginylvalylglutaminylcysteinylle- ucyllysylthreonyltryptophylphenylalanylglutamylthreonylglutaminylglutamyl- lysylarginylleucyllysylglutaminylglutaminylhistidylarginylisoleucylglycyl- aspartylglutaminylalanylserylvalylglutaminylasparaginylalanylleucyllysyla- spartylcysteinylglutaminylaspartylleucylglutamylaspartylleucylisoleucylly- sylalanyllysylglutamyllysylglutamylvalylglutamyllysylisoleucylglutamylglu- taminylasparaginylglycylleucylalanylleucylisoleucylglutaminylasparaginyll- ysyllysylglutamylaspartylvalylserylserylisoleucylvalylmethionylserylthreo- nylleucylarginylglutamylleucylglycylglutaminylthreonyltryptophylalanylasp- araginylleucylaspartylhistidylmethionylvalylglycylglutaminylleucyllysylis- oleucylleucylleucyllysylserylvalylleucylaspartylglutaminyltryptophylseryl- serylhistidyllysylvalylalanylphenylalanylaspartyllysylisoleucylasparaginy- lseryltyrosylleucylmethionylglutamylalanylarginyltyrosylserylleucylseryla- rginylphenylalanylarginylleucylleucylthreonylglycylserylleucylglutamylala- nylvalylglutaminylvalylglutaminylvalylaspartylasparaginylleucylglutaminyl- asparaginylleucylglutaminylaspartylaspartylleucylglutamyllysylglutaminylg- lutamylarginylserylleucylglutaminyllysylphenylalanylglycylserylisoleucylt- hreonylasparaginylglutaminylleucylleucyllysylglutamylcysteinylhistidylpro- lylprolylvalylthreonylglutamylthreonylleucylthreonylasparaginylthreonylle- ucyllysylglutamylvalylasparaginylmethionylarginyltryptophylasparaginylasp- araginylleucylleucylglutamylglutamylisoleucylalanylglutamylglutaminylleuc- ylglutaminylserylseryllysylalanylleucylleucylglutaminylleucyltryptophylgl- utaminylarginyltyrosyllysylaspartyltyrosylseryllysylglutaminylcysteinylal- anylserylthreonylvalylglutaminylglutaminylglutaminylglutamylaspartylargin- ylthreonylasparaginylglutamylleucylleucyllysylalanylalanylthreonylasparag- inyllysylaspartylisoleucylalanylaspartylaspartylglutamylvalylalanylthreon- yltryptophylisoleucylglutaminylaspartylcysteinylasparaginylaspartylleucyl- leucyllysylglycylleucylglycylthreonylvalyllysylaspartylserylleucylphenyla- lanylphenylalanylleucylhistidylglutamylleucylglycylglutamylglutaminylleuc- yllysylglutaminylglutaminylvalylaspartylalanylserylalanylalanylserylalany- lisoleucylglutaminylserylaspartylglutaminylleucylserylleucylserylglutamin- ylhistidylleucylcysteinylalanylleucylglutamylglutaminylalanylleucylcystei- nyllysylglutaminylglutaminylthreonylserylleucylglutaminylalanylglycylvaly- lleucylaspartyltyrosylglutamylthreonylphenylalanylalanyllysylserylleucylg- lutamylalanylleucylglutamylalanyltryptophylisoleucylvalylglutamylalanylgl- utamylglutamylisoleucylleucylglutaminylglycylglutaminylaspartylprolylsery- lhistidylserylserylaspartylleucylserylthreonylisoleucylglutaminylglutamyl- arginylmethionylglutamylglutamylleucyllysylglycylglutaminylmethionylleucy- llysylphenylalanylserylserylmethionylalanylprolylaspartylleucylaspartylar- ginylleucylasparaginylglutamylleucylglycyltyrosylarginylleucylprolylleucy- lasparaginylaspartyllysylglutamylisoleucyllysylarginylmethionylglutaminyl- asparaginylleucylasparaginylarginylhistidyltryptophylserylleucylisoleucyl- serylserylglutaminylthreonylthreonylglutamylarginylphenylalanylseryllysyl- leucylglutaminylserylphenylalanylleucylleucylglutaminylhistidylglutaminyl- threonylphenylalanylleucylglutamyllysylcysteinylglutamylthreonyltryptophy- lmethionylglutamylphenylalanylleucylvalylglutaminylthreonylglutamylglutam- inyllysylleucylalanylvalylglutamylisoleucylserylglycylasparaginyltyrosylg- lutaminylhistidylleucylleucylglutamylglutaminylglutaminylarginylalanylhis- tidylglutamylleucylphenylalanylglutaminylalanylglutamylmethionylphenylala- nylserylarginylglutaminylglutaminylisoleucylleucylhistidylserylisoleucyli- soleucylisoleucylaspartylglycylglutaminylarginylleucylleucylglutamylgluta- minylglycylglutaminylvalylaspartylaspartylarginylaspartylglutamylphenylal- anylasparaginylleucyllysylleucylthreonylleucylleucylserylasparaginylgluta- minyltryptophylglutaminylglycylvalylisoleucylarginylarginylalanylglutamin- ylglutaminylarginylarginylglycylisoleucylisoleucylaspartylserylglutaminyl- isoleucylarginylglutaminyltryptophylglutaminylarginyltyrosylarginylglutam- ylmethionylalanylglutamyllysylleucylarginyllysyltryptophylleucylvalylglut- amylvalylseryltyrosylleucylprolylmethionylserylglycylleucylglycylserylval- ylprolylisoleucylprolylleucylglutaminylglutaminylalanylarginylthreonylleu- cylphenylalanylaspartylglutamylvalylglutaminylphenylalanyllysylglutamylly- sylvalylphenylalanylleucylarginylglutaminylglutaminylglycylseryltyrosylis- oleucylleucylthreonylvalylglutamylalanylglycyllysylglutaminylleucylleucyl- leucylserylalanylaspartylserylglycylalanylglutamylalanylalanylleucylgluta- minylalanylglutamylleucylalanylglutamylisoleucylglutaminylglutamyllysyltr- yptophyllysylserylalanylserylmethionylarginylleucylglutamylglutamylglutam- inyllysyllysyllysylleucylalanylphenylalanylleucylleucyllysylaspartyltrypt- ophylglutamyllysylcysteinylglutamyllysylglycylisoleucylalanylaspartylsery- lleucylglutamyllysylleucylarginylthreonylphenylalanyllysyllysyllysylleucy- lserylglutaminylserylleucylprolylaspartylhistidylhistidylglutamylglutamyl- leucylhistidylalanylglutamylglutaminylmethionylarginylcysteinyllysylgluta- mylleucylglutamylasparaginylalanylvalylglycylseryltryptophylthreonylaspar- tylaspartylleucylthreonylglutaminylleucylserylleucylleucyllysylaspartylth- reonylleucylserylalanyltyrosylisoleucylserylalanylaspartylaspartylisoleuc- ylserylisoleucylleucylasparaginylglutamylarginylvalylglutamylleucylleucyl- glutaminylarginylglutaminyltryptophylglutamylglutamylleucylcysteinylhisti- dylglutaminylleucylserylleucylarginylarginylglutaminylglutaminylisoleucyl- glycylglutamylarginylleucylasparaginylglutamyltryptophylalanylvalylphenyl- alanylserylglutamyllysylasparaginyllysylglutamylleucylcysteinylglutamyltr- yptophylleucylthreonylglutaminylmethionylglutamylseryllysylvalylserylglut- aminylasparaginylglycylaspartylisoleucylleucylisoleucylglutamylglutamylme- thionylisoleucylglutamyllysylleucyllysyllysylaspartyltyrosylglutaminylglu- tamylglutamylisoleucylalanylisoleucylalanylglutaminylglutamylasparaginyll- ysylisoleucylglutaminylleucylglutaminylglutaminylmethionylglycylglutamyla- rginylleucylalanyllysylalanylserylhistidylglutamylseryllysylalanylserylgl- utamylisoleucylglutamyltyrosyllysylleucylglycyllysylvalylasparaginylaspar- tylarginyltryptophylglutaminylhistidylleucylleucylaspartylleucylisoleucyl- alanylalanylarginylvalyllysyllysylleucyllysylglutamylthreonylleucylvalyla- lanylvalylglutaminylglutaminylleucylaspartyllysylasparaginylmethionylsery- lserylleucylarginylthreonyltryptophylleucylalanylhistidylisoleucylglutamy- lserylglutamylleucylalanyllysylprolylisoleucylvalyltyrosylaspartylserylcy- steinylasparaginylserylglutamylglutamylisoleucylglutaminylarginyllysylleu- cylasparaginylglutamylglutaminylglutaminylglutamylleucylglutaminylarginyl- aspartylisoleucylglutamyllysylhistidylserylthreonylglycylvalylalanylseryl- valylleucylasparaginylleucylcysteinylglutamylvalylleucylleucylhistidylasp- artylcysteinylaspartylalanylcysteinylalanylthreonylaspartylalanylglutamyl- cysteinylaspartylserylisoleucylglutaminylglutaminylalanylthreonylarginyla- sparaginylleucylaspartylarginylarginyltryptophylarginylasparaginylisoleuc- ylcysteinylalanylmethionylserylmethionylglutamylarginylarginylleucyllysyl- isoleucylglutamylglutamylthreonyltryptophylarginylleucyltryptophylglutami- nyllysylphenylalanylleucylaspartylaspartyltyrosylserylarginylphenylalanyl- glutamylaspartyltryptophylleucyllysylserylserylglutamylarginylthreonylala- nylalanylphenylalanylprolylserylserylserylglycylvalylisoleucyltyrosylthre- onylvalylalanyllysylglutamylglutamylleucyllysyllysylphenylalanylglutamyla- lanylphenylalanylglutaminylarginylglutaminylvalylhistidylglutamylcysteiny- lleucylthreonylglutaminylleucylglutamylleucylisoleucylasparaginyllysylglu- taminyltyrosylarginylarginylleucylalanylarginylglutamylasparaginylarginyl- threonylaspartylserylalanylcysteinylserylleucyllysylglutaminylmethionylva- lylhistidylglutamylglycylasparaginylglutaminylarginyltryptophylaspartylas- paraginylleucylglutaminyllysylarginylvalylthreonylserylisoleucylleucylarg- inylarginylleucyllysylhistidylphenylalanylisoleucylglycylglutaminylarginy- lglutamylglutamylphenylalanylglutamylthreonylalanylarginylaspartylserylis- oleucylleucylvalyltryptophylleucylthreonylglutamylmethionylaspartylleucyl- glutaminylleucylthreonylasparaginylisoleucylglutamylhistidylphenylalanyls- erylglutamylcysteinylaspartylvalylglutaminylalanyllysylisoleucyllysylglut- aminylleucyllysylalanylphenylalanylglutaminylglutaminylglutamylisoleucyls- erylleucylasparaginylhistidylasparaginyllysylisoleucylglutamylglutaminyli- soleucylisoleucylalanylglutaminylglycylglutamylglutaminylleucylisoleucylg- lutamyllysylserylglutamylprolylleucylaspartylalanylalanylisoleucylisoleuc- ylglutamylglutamylglutamylleucylaspartylglutamylleucylarginylarginyltyros- ylcysteinylglutaminylglutamylvalylphenylalanylglycylarginylvalylglutamyla- rginyltyrosylhistidyllysyllysylleucylisoleucylarginylleucylprolylleucylpr- olylaspartylaspartylglutamylhistidylaspartylleucylserylaspartylarginylglu- tamylleucylglutamylleucylglutamylaspartylserylalanylalanylleucylserylaspa- rtylleucylhistidyltryptophylhistidylaspartylarginylserylalanylaspartylser- ylleucylleucylserylprolylglutaminylprolylserylserylasparaginylleucylseryl- leucylserylleucylalanylglutaminylprolylleucylarginylserylglutamylarginyls- erylglycylarginylaspartylthreonylprolylalanylserylvalylaspartylserylisole- ucylprolylleucylglutamyltryptophylaspartylhistidylaspartyltyrosylaspartyl- leucylserylarginylaspartylleucylglutamylserylalanylmethionylserylarginyla- lanylleucylprolylserylglutamylaspartylglutamylglutamylglycylglutaminylasp- artylaspartyllysylaspartylphenylalanyltyrosylleucylarginylglycylalanylval- ylalanylleucylserylglycylaspartylhistidylserylalanylleucylglutamylserylgl- utaminylisoleucylarginylglutaminylleucylglycyllysylalanylleucylaspartylas- partylserylarginylphenylalanylglutaminylisoleucylglutaminylglutaminylthre- onylglutamylasparaginylisoleucylisoleucylarginylseryllysylthreonylprolylt- hreonylglycylprolylglutamylleucylaspartylthreonylseryltyrosyllysylglycylt- yrosylmethionyllysylleucylleucylglycylglutamylcysteinylserylserylseryliso- leucylaspartylserylvalyllysylarginylleucylglutamylhistidyllysylleucyllysy- lglutamylglutamylglutamylglutamylserylleucylprolylglycylphenylalanylvalyl- asparaginylleucylhistidylserylthreonylglutamylthreonylglutaminylthreonyla- lanylglycylvalylisoleucylaspartylarginyltryptophylglutamylleucylleucylglu- taminylalanylglutaminylalanylleucylseryllysylglutamylleucylarginylmethion- yllysylglutaminylasparaginylleucylglutaminyllysyltryptophylglutaminylglut- aminylphenylalanylasparaginylserylaspartylleucylasparaginylserylisoleucyl- tryptophylalanyltryptophylleucylglycylaspartylthreonylglutamylglutamylglu- tamylleucylglutamylglutaminylleucylglutaminylarginylleucylglutamylleucyls- erylthreonylaspartylisoleucylglutaminylthreonylisoleucylglutamylleucylglu- taminylisoleucyllysyllysylleucyllysylglutamylleucylglutaminyllysylalanylv- alylaspartylhistidylarginyllysylalanylisoleucylisoleucylleucylserylisoleu- cylasparaginylleucylcysteinylserylprolylglutamylphenylalanylthreonylgluta- minylalanylaspartylseryllysylglutamylserylarginylaspartylleucylglutaminyl- aspartylarginylleucylserylglutaminylmethionylasparaginylglycylarginyltryp- tophylaspartylarginylvalylcysteinylserylleucylleucylglutamylglutamyltrypt- ophylarginylglycylleucylleucylglutaminylaspartylalanylleucylmethionylglut- aminylcysteinylglutaminylglycylphenylalanylhistidylglutamylmethionylseryl- histidylglycylleucylleucylleucylmethionylleucylglutamylasparaginylisoleuc- ylaspartylarginylarginyllysylasparaginylglutamylisoleucylvalylprolylisole- ucylaspartylserylasparaginylleucylaspartylalanylglutamylisoleucylleucylgl- utaminylaspartylhistidylhistidyllysylglutaminylleucylmethionylglutaminyli- soleucyllysylhistidylglutamylleucylleucylglutamylserylglutaminylleucylarg- inylvalylalanylserylleucylglutaminylaspartylmethionylserylcysteinylglutam- inylleucylleucylvalylasparaginylalanylglutamylglycylthreonylaspartylcyste- inylleucylglutamylalanyllysylglutamyllysylvalylhistidylvalylisoleucylglyc- ylasparaginylarginylleucyllysylleucylleucylleucyllysylglutamylvalylseryla- rginylhistidylisoleucyllysylglutamylleucylglutamyllysylleucylleucylaspart- ylvalylserylserylserylglutaminylglutaminylaspartylleucylserylseryltryptop- hylserylserylalanylaspartylglutamylleucylaspartylthreonylserylglycylseryl- valylserylprolylthreonylserylglycylarginylserylthreonylprolylasparaginyla- rginylglutaminyllysylthreonylprolylarginylglycyllysylcysteinylserylleucyl- serylglutaminylprolylglycylprolylserylvalylserylserylprolylhistidylseryla- rginylserylthreonyllysylglycylglycylserylaspartylserylserylleucylserylglu- tamylprolylglycylprolylglycylarginylserylglycylarginylglycylphenylalanyll- eucylphenylalanylarginylvalylleucylarginylalanylalanylleucylprolylleucylg- lutaminylleucylleucylleucylleucylleucylleucylisoleucylglycylleucylalanylc- ysteinylleucylvalylprolylmethionylserylglutamylglutamylaspartyltyrosylser- ylcysteinylalanylleucylserylasparaginylasparaginylphenylalanylalanylargin- ylserylphenylalanylhistidylprolylmethionylleucylarginyltyrosylthreonylasp- araginylglycylprolylprolylprolylleucine | ” |

## În limba română
| “ | Metionilalaniltreonilserilarginilglicilalanilserilarginilcisteinilproli- larginilaspartilisoleucilalanilasparaginilvalilmetionilglutaminilarginil- leucilglutaminilaspartilglutamilglutaminilglutamilisoleucilvalilglutamini- llisilarginiltreonilpenilalaniltreonillisiltriptopilisoleucilasparagi- nilserilistidilleucilalanillisilarginillisilprolilprolilmetionilvalilva- lilaspartilaspartilleucilpenilalanilglutamilaspartilmetionillisilaspart- ilglicilvalillisilleucilleucilalanilleucilleucilglutamilvalilleucilserilg- licilglutaminillisilleucilprolilcisteinilglutamilglutaminilglicilarginila- rginilmetionillisilarginilisoleucilistidilalanilvalilalanilasparaginili- soleucilgliciltreonilalanilleucillisilpenilalanilleucilglutamilglicilar- ginillisilisoleucillisilleucilvalilasparaginilisoleucilasparaginilserilt- reonilaspartilisoleucilalanilaspartilglicilarginilprolilserilisoleucilval- illeucilglicilleucilmetioniltriptopiltreonilisoleucilisoleucilleucilti- rosilpenilalanilglutaminilisoleucilglutamilglutamilleuciltreonilserilas- paraginilleucilprolilglutaminilleucilglutaminilserilleucilserilserilseril- alanilserilserilvalilaspartilserilisoleucilvalilserilserilglutamiltreoni- lprolilserilprolilprolilserillisilarginillisilvaliltreoniltreonillisili- soleucilglutaminilglicilasparaginilalanillisillisilalanilleucilleucillisi- ltriptopilvalilglutaminiltirosiltreonilalanilglicillisilglutaminiltreo- nilglicilisoleucilglutamilvalillisilaspartilpenilalanilglicillisilserilt- riptopilarginilserilglicilvalilalanilpenilalanilistidilserilvalilisole- ucilistidilalanilisoleucilarginilprolilglutamilleucilvalilaspartilleucil- glutamiltreonilvalillisilglicilarginilserilasparaginilarginilglutamilasp- araginilleucilglutamilaspartilalanilpenilalaniltreonilisoleucilalanilgl- utamiltreonilglutamilleucilglicilisoleucilprolilarginilleucilleucilaspar- tilprolilglutamilaspartilvalilaspartilvalilaspartillisilprolilaspartilglu- tamillisilserilisoleucilmetioniltreoniltirosilvalilalanilglutaminilpen- ilalanilleucillisilistidiltirosilprolilaspartilisoleucilistidilasparagi- nilalanilseriltreonilaspartilglicilglutaminilglutamilaspartilaspartilglu- tamilisoleucilleucilprolilglicilpenilalanilprolilserilpenilalanilalanil- asparaginilserilvalilglutaminilasparaginilpenilalanillisilarginilglutami- laspartilarginilvalilisoleucilpenilalanillisilglutamilmetionillisilvali- ltriptopilisoleucilglutamilglutaminilpenilalanilglutamilarginilaspartil- leuciltreonilarginilalanilglutaminilmetionilvalilglutamilserilasparagin- illeucilglutaminilaspartillisiltirosilglutaminilserilpenilalanillisilis- tidilpenilalanilarginilvalilglutaminiltirosilglutamilmetionillisilargin- illisilglutaminilisoleucilglutamilistidilleucilisoleucilglutaminilprolil- leucilistidilarginilaspartilglicillisilleucilserilleucilaspartilglutamin- ilalanilleucilvalillisilglutaminilseriltriptopilaspartilarginilvaliltre- onilserilarginilleucilpenilalanilaspartiltriptopilistidilisoleucilglut- aminilleucilaspartillisilserilleucilprolilalanilprolilleucilgliciltreoni- lisoleucilglicilalaniltriptopilleuciltirosilarginilalanilglutamilvalilal- anilleucilarginilglutamilglutamilisoleuciltreonilvalilglutaminilglutamin- ilvalilistidilglutamilglutamiltreonilalanilasparaginiltreonilisoleucil- glutaminilarginillisilleucilglutamilglutaminilistidillisilaspartilleucil- leucilglutaminilasparaginiltreonilaspartilalanilistidillisilarginilalan- ilpenilalanilistidilglutamilisoleuciltirosilarginiltreonilarginilseril- valilasparaginilglicilisoleucilprolilvalilprolilprolilaspartilglutaminill- eucilglutamilaspartilmetionilalanilglutamilarginilpenilalanilistidilp- enilalanilvalilserilseriltreonilserilglutamilleucilistidilleucilmetion- illisilmetionilglutamilpenilalanilleucilglutamilleucillisiltirosilargin- illeucilleucilserilleucilleucilvalilleucilalanilglutamilserillisilleucill- isilseriltriptopilisoleucilisoleucillisiltirosilglicilarginilarginilglut- amilserilvalilglutamilglutaminilleucilleucilglutaminilasparaginiltirosilv- alilserilpenilalanilisoleucilglutamilasparaginilserillisilpenilalanilp- enilalanilglutamilglutaminiltirosilglutamilvaliltreoniltirosilglutaminil- isoleucilleucillisilglutaminiltreonilalanilglutamilmetioniltirosilvalil- lisilalanilaspartilglicilserilvalilglutamilglutamilalanilglutamilasparagi- nilvalilmetionillisilpenilalanilmetionilasparaginilglutamiltreoniltr- eonilalanilglutaminiltriptopilarginilasparaginilleucilserilvalilglutamil- valilarginilserilvalilarginilserilmetionilleucilglutamilglutamilvaliliso- leucilserilasparaginiltriptopilaspartilarginiltirosilglicilasparaginilt- reonilvalilalanilserilleucilglutaminilalaniltriptopilleucilglutamilaspar- tilalanilglutamillisilmetionilleucilasparaginilglutaminilserilglutamilas- paraginilalanillisillisilaspartilpenilalanilpenilalanilarginilasparagin- illeucilprolilistidiltriptopilisoleucilglutaminilglutaminilistidiltre- onilalanilmetionilasparaginilaspartilalanilglicilasparaginilpenilalanil- leucilisoleucilglutamiltreonilcisteinilaspartilglutamilmetionilvalilser- ilarginilaspartilleucillisilglutaminilglutaminilleucilleucilleucilleucila- sparaginilglicilarginiltriptopilarginilglutamilleucilpenilalanilmetion- ilglutamilvalillisilglutaminiltirosilalanilglutaminilalanilaspartilglutam- ilmetionilaspartilarginilmetionillisillisilglutamiltirosiltreonilaspar- tilcisteinilvalilvaliltreonilleucilserilalanilpenilalanilalaniltreonil- glutamilalanilistidillisillisilleucilserilglutamilprolilleucilglutamilva- lilserilpenilalanilmetionilasparaginilvalillisilleucilleucilisoleucilgl- utaminilaspartilleucilglutamilaspartilisoleucilglutamilglutaminilarginilv- alilprolilvalilmetionilaspartilalanilglutaminiltirosillisilisoleucilisol- euciltreonillisiltreonilalanilistidilleucilisoleuciltreonillisilgluta- milserilprolilglutaminilglutamilglutamilglicillisilglutamilmetionilpeni- lalanilalaniltreonilmetionilserillisilleucillisilglutamilglutaminilleuc- iltreonillisilvalillisilglutamilcisteiniltirosilserilprolilleucilleucilt- irosilglutamilserilglutaminilglutaminilleucilleucilisoleucilprolilleucilg- lutamilglutamilleucilglutamillisilglutaminilmetioniltreonilserilpenila- laniltirosilaspartilserilleucilglicillisilisoleucilasparaginilglutamiliso- leucilisoleuciltreonilvalilleucilglutamilarginilglutamilalanilglutaminil- serilserilalanilleucilpenilalanillisilglutaminillisilistidilglutaminilg- lutamilleucilleucilalanilcisteinilglutaminilglutamilasparaginilcisteinill- isillisiltreonilleuciltreonilleucilisoleucilglutamillisilglicilserilglu- taminilserilvalilglutaminillisilpenilalanilvaliltreonilleucilserilaspar- aginilvalilleucillisilistidilpenilalanilaspartilglutaminiltreonilargin- illeucilglutaminilarginilglutaminilisoleucilalanilaspartilisoleucilistid- ilvalilalanilpenilalanilglutaminilserilmetionilvalillisillisiltreonilg- licilaspartiltriptopillisillisilistidilvalilglutamiltreonilasparaginil- serilarginilleucilmetionillisillisilpenilalanilglutamilglutamilserilarg- inilalanilglutamilleucilglutamillisilvalilleucilarginilisoleucilalanilglu- taminilglutamilglicilleucilglutamilglutamillisilglicilaspartilprolilgluta- milglutamilleucilleucilarginilarginilistidiltreonilglutamilpenilalanil- penilalanilserilglutaminilleucilaspartilglutaminilarginilvalilleucilaspa- raginilalanilpenilalanilleucillisilalanilcisteinilaspartilglutamilleucil- treonilaspartilisoleucilleucilprolilglutamilglutaminilglutamilglutaminil- glutaminilglicilleucilglutaminilglutamilalanilvalilarginillisilleucilist- idillisilglutaminiltriptopillisilaspartilleucilglutaminilglicilglutamila- lanilproliltirosilistidilleucilleucilistidilleucillisilisoleucilasparti- lvalilglutamillisilasparaginilarginilpenilalanilleucilalanilserilvalilgl- utamilglutamilcisteinilarginiltreonilglutamilleucilaspartilarginilglutam- iltreonillisilleucilmetionilprolilglutaminilglutamilglicilserilglutamil- lisilisoleucilisoleucillisilglutamilistidilarginilvalilpenilalanilpeni- lalanilserilaspartillisilglicilprolilistidilistidilleucilcisteinilgluta- millisilarginilleucilglutaminilleucilisoleucilglutamilglutamilleucilciste- inilvalillisilleucilprolilvalilarginilaspartilprolilvalilarginilaspartilt- reonilprolilgliciltreonilcisteinilistidilvaliltreonilleucillisilgluta- milleucilarginilalanilalanilisoleucilaspartilseriltreoniltirosilarginill- isilleucilmetionilglutamilaspartilprolilaspartillisiltriptopillisilaspa- rtiltirosiltreonilserilarginilpenilalanilserilglutamilpenilalanilseril- seriltriptopilisoleucilseriltreonilasparaginilglutamiltreonilglutamini- lleucillisilglicilisoleucillisilglicilglutamilalanilisoleucilaspartiltre- onilalanilasparaginilistidilglicilglutamilvalillisilarginilalanilvalilgl- utamilglutamilisoleucilarginilasparaginilglicilvaliltreonillisilarginilg- licilglutamiltreonilleucilseriltriptopilleucillisilserilarginilleucilli- silvalilleuciltreonilglutamilvalilserilserilglutamilasparaginilglutamila- lanilglutaminillisilglutaminilglicilaspartilglutamilleucilalanillisilleuc- ilserilserilserilpenilalanillisilalanilleucilvaliltreonilleucilleucilse- rilglutamilvalilglutamillisilmetionilleucilserilasparaginilpenilalanilg- licilaspartilcisteinilvalilglutaminiltirosillisilglutamilisoleucilvalilli- silasparaginilserilleucilglutamilglutamilleucilisoleucilserilglicilserill- isilglutamilvalilglutaminilglutamilglutaminilalanilglutamillisilisoleucil- leucilaspartiltreonilglutamilasparaginilleucilpenilalanilglutamilalanil- glutaminilglutaminilleucilleucilleucilistidilistidilglutaminilglutamini- llisiltreonillisilarginilisoleucilserilalanillisillisilarginilaspartilva- lilglutaminilglutaminilglutaminilisoleucilalanilglutaminilalanilglutamini- lglutaminilglicilglutamilglicilglicilleucilprolilaspartilarginilglicilis- tidilglutamilglutamilleucilarginillisilleucilglutamilseriltreonilleucila- spartilglicilleucilglutamilarginilserilarginilglutamilarginilglutaminilgl- utamilarginilarginilisoleucilglutaminilvaliltreonilleucilarginillisiltri- ptopilglutamilarginilpenilalanilglutamiltreonilasparaginillisilglutami- ltreonilvalilvalilarginiltirosilleucilpenilalanilglutaminiltreonilglic- ilserilserilistidilglutamilarginilpenilalanilleucilserilpenilalanilser- ilserilleucilglutamilserilleucilserilserilglutamilleucilglutamilglutamini- ltreonillisilglutamilpenilalanilserillisilarginiltreonilglutamilserili- soleucilalanilvalilglutaminilalanilglutamilasparaginilleucilvalillisilglu- tamilalanilserilglutamilisoleucilprolilleucilglicilprolilglutaminilaspara- ginillisilglutaminilleucilleucilglutaminilglutaminilglutaminilalanillisil- serilisoleucillisilglutamilglutaminilvalillisillisilleucilglutamilasparti- ltreonilleucilglutamilglutamilaspartilisoleucillisiltreonilmetionilglu- tamilmetionilvalillisiltreonillisiltriptopilaspartilistidilpenilalan- ilglicilserilasparaginilpenilalanilglutamiltreonilleucilserilvaliltript- opilisoleuciltreonilglutamillisilglutamillisilglutamilleucilasparaginil- alanilleucilglutamiltreonilserilserilserilalanilmetionilaspartilmetion- ilglutaminilisoleucilserilglutaminilisoleucillisilvaliltreonilisoleucilg- lutaminilglutamilisoleucilglutamilserillisilleucilserilserilisoleucilvali- lglicilleucilglutamilglutamilglutamilalanilglutaminilserilpenilalanilala- nilglutaminilpenilalanilvaliltreoniltreonilglicilglutamilserilalanilar- ginilisoleucillisilalanillisilleuciltreonilglutaminilisoleucilarginilarg- iniltirosilglicilglutamilglutamilleucilarginilglutamilistidilalanilgluta- minilcisteinilleucilglutamilgliciltreonilisoleucilleucilglicilistidille- ucilserilglutaminilglutaminilglutaminillisilpenilalanilglutamilglutamila- sparaginilleucilarginillisilisoleucilglutaminilglutaminilserilvalilserilg- lutamilpenilalanilglutamilaspartillisilleucilalanilvalilprolilisoleucill- isilisoleucilcisteinilserilserilalaniltreonilglutamiltreoniltirosillisi- lvalilleucilglutaminilglutamilistidilmetionilaspartilleucilcisteinilglu- taminilalanilleucilglutamilserilleucilserilserilalanilisoleuciltreonilal- anilpenilalanilserilalanilserilalanilarginillisilvalilvalilasparaginilar- ginilaspartilserilcisteinilvalilglutaminilglutamilalanilalanilalanilleuci- lglutaminilglutaminilglutaminiltirosilglutamilaspartilisoleucilleucilargi- nilarginilalanillisilglutamilarginilglutaminiltreonilalanilleucilglutami- lasparaginilleucilleucilalanilistidiltriptopilglutaminilarginilleucilgl- utamillisilglutamilleucilserilserilpenilalanilleuciltreoniltriptopille- ucilglutamilarginilglicilglutamilalanillisilalanilserilserilprolilglutami- lmetionilaspartilisoleucilserilalanilaspartilarginilvalillisilvalilgluta- milglicilglutamilleucilglutaminilleucilisoleucilglutaminilalanilleucilglu- taminilasparaginilglutamilvalilvalilserilglutaminilalanilserilpenilalani- ltirosilserillisilleucilleucilglutaminilleucillisilglutamilserilleucilpe- nilalanilserilvalilalanilserillisilaspartilaspartilvalillisilmetionilmet- ionillisilleucilistidilleucilglutamilglutaminilleucilaspartilglutamilar- giniltriptopilarginilaspartilleucilprolilglutaminilisoleucilisoleucilasp- araginillisilarginilisoleucilasparaginilpenilalanilleucilglutaminilseril- valilvalilalanilglutamilistidilglutaminilglutaminilpenilalanilaspartilg- lutamilleucilleucilleucilserilpenilalanilserilvaliltriptopilisoleucilli- silleucilpenilalanilleucilserilglutamilleucilglutaminiltreoniltreonils- erilglutamilisoleucilserilisoleucilmetionilaspartilistidilglutaminilval- ilalanilleuciltreonilarginilistidillisilaspartilistidilalanilalanilglu- tamilvalilglutamilserillisillisilglicilglutamilleucilglutaminilserilleuci- lglutaminilglicilistidilleucilalanillisilleucilglicilserilleucilglicilar- ginilalanilglutamilaspartilleucilistidilleucilleucilglutaminilglicillisi- lalanilglutamilaspartilcisteinilpenilalanilglutaminilleucilpenilalanilg- lutamilglutamilalanilserilglutaminilvalilvalilglutamilarginilarginilgluta- minilleucilalanilleucilserilistidilleucilalanilglutamilpenilalanilleuci- lglutaminilserilistidilalanilserilleucilserilglicilisoleucilleucilargini- lglutaminilleucilarginilglutaminiltreonilvalilglutamilalaniltreonilaspa- raginilserilmetionilasparaginillisilasparaginilglutamilserilaspartilleuc- ilisoleucilglutamillisilaspartilleucilasparaginilaspartilalanilleucilglut- aminilasparaginilalanillisilalanilleucilglutamilserilalanilalanilvalilser- illeucilaspartilglicilisoleucilleucilserillisilalanilglutaminiltirosilis- tidilleucillisilisoleucilglicilserilserilglutamilglutaminilarginiltreoni- lserilcisteinilarginilalaniltreonilalanilaspartilglutaminilleucilcistein- ilglicilglutamilvalilglutamilarginilisoleucilglutaminilasparaginilleucill- eucilgliciltreonillisilglutaminilserilglutamilalanilaspartilalanilleucil- alanilvalilleucillisillisilalanilpenilalanilglutaminilaspartilglutaminil- lisilglutamilglutamilleucilleucillisilserilisoleucilglutamilaspartilisole- ucilglutamilglutamilarginiltreonilaspartillisilglutamilarginilleucillisi- lglutamilproliltreonilarginilglutaminilalanilleucilglutaminilglutaminila- rginilleucilarginilvalilpenilalanilasparaginilglutaminilleucilglutamilas- partilglutamilleucilasparaginilserilistidilglutamilistidilglutamilleuci- lcisteiniltriptopilleucillisilaspartillisilalanillisilglutaminilisoleuci- lalanilglutaminillisilaspartilvalilalanilpenilalanilalanilprolilglutamil- valilaspartilarginilglutamilisoleucilasparaginilarginilleucilglutamilvali- ltreoniltriptopilaspartilaspartiltreonillisilarginilleucilisoleucilis- tidilglutamilasparaginilglutaminilglicilglutaminilcisteinilcisteinilglici- lleucilisoleucilaspartilleucilmetionilarginilglutamiltirosilglutaminilas- paraginilleucillisilserilalanilvalilserillisilvalilleucilglutamilasparagi- nilalanilserilserilvalilisoleucilvaliltreonilarginiltreoniltreonilisol- eucillisilaspartilglutaminilglutamilaspartilleucillisiltriptopilalanilp- enilalanilserillisilistidilglutamiltreonilalanillisilasparaginillisilme- tionilasparaginiltirosillisilglutaminillisilaspartilleucilaspartilaspara- ginilpenilalaniltreonilserillisilglicillisilistidilleucilleucilserilgl- utamilleucillisillisilisoleucilistidilserilserilaspartilpenilalanilseri- lleucilvalillisiltreonilaspartilmetionilglutamilseriltreonilvalilaspar- tillisiltriptopilleucilaspartilvalilserilglutamillisilleucilglutamilglut- amilasparaginilmetionilaspartilarginilleucilarginilvalilserilleucilseril- isoleuciltriptopilaspartilaspartilvalilleucilseriltreonilarginilasparti- lglutamilisoleucilglutamilgliciltriptopilserilasparaginilasparaginilcist- einilvalilprolilglutaminilmetionilalanilglutamilasparaginilisoleucilseri- lasparaginilleucilaspartilasparaginilistidilleucilarginilalanilglutamilg- lutamilleucilleucillisilglutamilpenilalanilglutamilserilglutamilvalillis- ilasparaginillisilalanilleucilarginilleucilglutamilglutamilleucilistidil- serillisilvalilasparaginilaspartilleucillisilglutamilleuciltreonillisila- sparaginilleucilglutamiltreonilprolilprolilaspartilleucilglutaminilpeni- lalanilisoleucilglutamilalanilaspartilleucilmetionilglutaminillisilleuci- lglutamilistidilalanillisilglutamilisoleuciltreonilglutamilvalilalanill- isilgliciltreonilleucillisilaspartilpenilalaniltreonilalanilglutaminil- seriltreonilglutaminilvalilglutamillisilpenilalanilisoleucilasparaginil- aspartilisoleuciltreoniltreoniltriptopilpenilalaniltreonillisilvalil- glutamilglutamilserilleucilmetionilasparaginilcisteinilalanilglutaminila- sparaginilglutamiltreonilcisteinilglutamilalanilleucillisillisilvalillis- ilaspartilisoleucilglutaminillisilglutamilleucilglutaminilserilglutaminil- glutaminilserilasparaginilisoleucilserilseriltreonilglutaminilglutamilas- paraginilleucilasparaginilserilleucilcisteinilarginillisiltirosilistidil- serilalanilglutamilleucilglutamilserilleucilglicilarginilalanilmetionilt- reonilglicilleucilisoleucillisillisilistidilglutamilalanilvalilserilglu- taminilleucilcisteinilserillisiltreonilglutaminilalanilserilleucilglutam- inilglutamilserilleucilglutamillisilistidilpenilalanilserilglutamilseri- lmetionilglutaminilglutamilpenilalanilglutaminilglutamiltriptopilpeni- lalanilleucilglicilalanillisilalanilalanilalanillisilglutamilserilserilas- partilarginiltreonilglicilaspartilserillisilvalilleucilglutamilalanillis- illeucilistidilaspartilleucilglutaminilasparaginilisoleucilleucilasparti- lserilvalilserilaspartilglicilglutaminilserillisilleucilaspartilalanilval- iltreonilglutaminilglutamilglicilglutaminiltreonilleuciltirosilalanili- stidilleucilserillisilglutaminilisoleucilvalilserilserilisoleucilglutamin- ilglutamilglutaminilisoleuciltreonillisilalanilasparaginilglutamilglutam- ilpenilalanilglutaminilalanilpenilalanilleucillisilglutaminilcisteinill- eucillisilaspartillisilglutaminilalanilleucilglutaminilaspartilcisteinila- lanilserilglutamilleucilglicilserilpenilalanilglutamilaspartilglutaminil- istidilarginillisilleucilasparaginilleuciltriptopilisoleucilistidilglu- tamilmetionilglutamilglutamilarginilpenilalanilasparaginiltreonilgluta- milasparaginilleucilglicilglutamilserillisilglutaminilistidilisoleucilpr- olilglutamillisillisilasparaginilglutamilvalilistidillisilvalilglutamilm- etionilpenilalanilleucilglicilglutamilleucilleucilalanilalanilarginilgl- utamilserilleucilaspartillisilleucilserilglutaminilarginilglicilglutamini- lleucilleucilserilglutamilglutamilglicilistidilglicilalanilglicilglutami- nilglutamilglicilarginilleucilcisteinilserilglutaminilleucilleuciltreoni- lserilistidilglutaminilasparaginilleucilleucilarginilmetioniltreonilli- silglutamillisilleucilarginilserilcisteinilglutaminilvalilalanilleucilglu- taminilglutamilistidilglutamilalanilleucilglutamilglutamilalanilleucilgl- utaminilserilmetioniltriptopilpenilalaniltriptopilvalillisilalaniliso- leucilglutaminilaspartilarginilleucilalanilcisteinilalanilglutamilserilt- reonilleucilglicilserillisilaspartiltreonilleucilglutamillisilarginilleu- cilserilglutaminilisoleucilglutaminilaspartilisoleucilleucilleucilmetion- illisilglicilglutamilglicilglutamilvalillisilleucilasparaginilmetionilal- anilisoleucilglicillisilglicilglutamilglutaminilalanilleucilarginilserils- erilasparaginillisilglutamilglicilglutaminilarginilvalilisoleucilglutamin- iltreonilglutaminilleucilglutamiltreonilleucillisilglutamilvaliltriptop- ilalanilaspartilisoleucilmetionilserilserilserilvalilistidilalanilglut- aminilseriltreonilleucilglutamilserilvalilisoleucilserilglutaminiltripto- pilasparaginilaspartiltirosilvalilglutamilarginillisilasparaginilglutami- nilleucilglutamilglutaminiltriptopilmetionilglutamilserilvalilaspartilg- lutaminillisilisoleucilglutamilistidilprolilleucilglutaminilprolilglutam- inilprolilglicilleucillisilglutamillisilpenilalanilvalilleucilleucilaspa- rtilistidilleucilglutaminilserilisoleucilleucilserilglutamilalanilglutam- ilaspartilistidiltreonilarginilalanilleucilistidilarginilleucilisoleuc- ilalanillisilserilarginilglutamilleuciltirosilglutamillisiltreonilglutam- ilaspartilglutamilserilpenilalanillisilaspartiltreonilalanilglutaminilg- lutamilglutamilleucillisiltreonilglutaminilpenilalanilasparaginilaspart- ilisoleucilmetioniltreonilvalilalanillisilglutamillisilmetionilarginil- lisilvalilglutamilglutamilisoleucilvalillisilaspartilistidilleucilmetio- niltirosilleucilaspartilalanilvalilistidilglutamilpenilalaniltreonilas- partiltriptopilleucilistidilserilalanillisilglutamilglutamilleucilisti- dilarginiltriptopilserilaspartilmetionilserilglicilaspartilserilserilal- aniltreonilglutaminillisillisilleucilserillisilisoleucillisilglutamilleu- cilisoleucilaspartilserilarginilglutamilisoleucilglicilalanilserilarginil- leucilserilarginilvalilglutamilserilleucilalanilprolilglutamilvalillisilg- lutaminilasparaginiltreoniltreonilalanilserilglicilcisteinilglutamilleu- cilmetionilistidiltreonilglutamilmetionilglutaminilalanilleucilargini- lalanilaspartiltriptopillisilglutaminiltriptopilglutamilaspartilserilva- lilpenilalanilglutaminiltreonilglutaminilserilcisteinilleucilglutamilas- paraginilleucilvalilserilglutaminilmetionilalanilleucilserilglutamilglut- aminilglutamilpenilalanilserilglicilglutaminilvalilalanilglutaminilleuci- lglutamilglutaminilalanilleucilglutamilglutaminilpenilalanilserilalanill- eucilleucillisiltreoniltriptopilalanilglutaminilglutaminilleuciltreoni- lleucilleucilglutamilglicillisilasparaginiltreonilaspartilglutamilglutam- ilisoleucilvalilglutamilcisteiniltriptopilistidillisilglicilglutaminilg- lutamilisoleucilleucilaspartilalanilleucilglutaminillisilalanilglutamilpr- olilarginiltreonilglutamilaspartilleucillisilserilglutaminilleucilaspara- ginilglutamilleucilcisteinilarginilpenilalanilserilarginilaspartilleucil- seriltreoniltirosilserilglicillisilvalilserilglicilleucilisoleucillisilg- lutamiltirosilasparaginilcisteinilleucilcisteinilleucilglutaminilalanilse- rillisilglicilcisteinilglutaminilasparaginillisilglutamilglutaminilisoleu- cilleucilglutaminilglutaminilarginilpenilalanilarginillisilalanilpenila- lanilarginilaspartilpenilalanilglutaminilglutaminiltriptopilleucilvalil- asparaginilalanillisilisoleuciltreoniltreonilalanillisilcisteinilpenil- alanilaspartilisoleucilprolilglutaminilasparaginilisoleucilserilglutamilv- alilseriltreonilserilleucilglutaminillisilisoleucilglutaminilglutamilpe- nilalanilleucilserilglutamilserilglutamilasparaginilglicilglutaminilisti- dillisilleucilasparaginilmetionilmetionilleucilserillisilglicilglutamil- leucilleucilseriltreonilleucilleuciltreonillisilglutamillisilalanillisi- lglicilisoleucilglutaminilalanillisilvaliltreonilalanilalanillisilglutam- ilaspartiltriptopillisilasparaginilpenilalanilistidilserilasparaginill- eucilistidilglutaminillisilglutamilserilalanilleucilglutamilasparaginill- eucillisilisoleucilglutaminilmetionillisilaspartilpenilalanilglutamilva- lilserilalanilglutamilprolilisoleucilglutaminilaspartiltriptopilleucilse- rillisiltreonilglutamillisilmetionilvalilistidilglutamilserilserilaspa- raginilarginilleuciltirosilaspartilleucilprolilalanillisilarginilarginilg- lutamilglutaminilglutaminillisilleucilglutaminilserilvalilleucilglutamilg- lutamilisoleucilistidilcisteiniltirosilglutamilprolilglutaminilleucilasp- araginilarginilleucillisilglutamillisilalanilglutaminilglutaminilleuciltr- iptopilglutamilglicilglutaminilalanilalanilserillisilserilpenilalanilar- ginilistidilarginilvalilserilglutaminilleucilserilserilglutaminiltirosil- leucilalanilleucilserilasparaginilleuciltreonillisilglutamillisilvalilse- rilarginilleucilaspartilarginilisoleucilvalilalanilglutamilistidilaspara- ginilglutaminilpenilalanilserilleucilglicilisoleucillisilglutamilleucilg- lutaminilaspartiltriptopilmetioniltreonilaspartilalanilisoleucilistid- ilmetionilleucilaspartilseriltirosilcisteinilistidilproliltreonilseril- aspartillisilserilvalilleucilaspartilserilarginiltreonilleucillisilleuci- lglutamilalanilleucilleucilserilvalillisilglutaminilglutamillisilglutamil- isoleucilglutaminilmetionillisilmetionilisoleucilvaliltreonilarginilgl- icilglutamilserilvalilleucilglutaminilasparaginiltreonilserilprolilgluta- milglicilisoleucilproliltreonilisoleucilglutaminilglutaminilglutaminille- ucilglutaminilserilvalillisilaspartilmetioniltriptopilalanilserilleucil- leucilserilalanilglicilisoleucilarginilcisteinillisilserilglutaminilleuci- lglutamilglicilalanilleucilserillisiltriptopiltreonilseriltirosilglutam- inilaspartilglicilvalilarginilglutaminilpenilalanilserilgliciltriptopil- metionilaspartilserilmetionilglutamilalanilasparaginilleucilasparaginil- glutamilserilglutamilarginilglutaminilistidilalanilglutamilleucilarginil- aspartillisiltreoniltreonilmetionilleucilglicillisilalanillisilleucill- eucilasparaginilglutamilglutamilvalilleucilseriltirosilserilserilleucille- ucilglutamiltreonilisoleucilglutamilvalillisilglicilalanilglicilmetioni- ltreonilglutamilistidiltirosilvaliltreonilglutaminilleucilglutamilleuc- ilglutaminilaspartilleucilglutaminilglutamilarginiltirosilarginilalanilis- oleucilglutaminilglutamilarginilalanillisilglutamilalanilvaliltreonillis- ilserilglutamillisilleucilvalilarginilleucilistidilglutaminilglutamiltir- osilglutaminilarginilaspartilleucillisilalanilpenilalanilglutamilvaliltr- iptopilleucilglicilglutaminilglutamilglutaminilglutamillisilleucilaspart- ilglutaminiltirosilserilvalilleucilglutamilglicilaspartilalanilistidilt- reonilistidilglutamiltreoniltreonilleucilarginilaspartilleucilglutamin- ilglutamilleucilglutaminilvalilistidilcisteinilalanilglutamilglicilgluta- minilalanilleucilleucilasparaginilserilvalilleucilistidiltreonilarginil- glutamilaspartilvalilisoleucilprolilserilglicilisoleucilprolilglutaminila- lanilglutamilaspartilarginilalanilleucilglutamilserilleucilarginilglutami- nilaspartiltriptopilglutaminilalaniltirosilglutaminilistidilarginilleuc- ilserilglutamiltreonilarginiltreonilglutaminilpenilalanilasparaginilas- paraginilvalilvalilasparaginillisilleucilarginilleucilmetionilglutamilgl- utaminillisilpenilalanilglutaminilglutaminilvalilaspartilglutamiltriptop- illeucillisiltreonilalanilglutamilglutamillisilvalilserilprolilarginilt- reonilarginilarginilglutaminilserilasparaginilarginilalaniltreonillisil- glutamilisoleucilglutaminilleucilistidilglutaminilmetionillisillisiltri- ptopilistidilglutamilglutamilvaliltreonilalaniltirosilarginilaspartilg- lutamilvalilglutamilglutamilvalilglicilalanilarginilalanilglutaminilgluta- milisoleucilleucilaspartilglutamilserilistidilvalilasparaginilserilargin- ilmetionilglicilcisteinilglutaminilalaniltreonilglutaminilleuciltreoni- lserilarginiltirosilglutaminilalanilleucilleucilleucilglutaminilvalilleuc- ilglutamilglutaminilisoleucillisilpenilalanilleucilglutamilglutamilgluta- milisoleucilglutaminilserilleucilglutamilglutamilserilglutamilserilserill- eucilserilseriltirosilserilaspartiltriptopiltirosilglicilseriltreonili- stidillisilasparaginilpenilalanillisilasparaginilvalilalaniltreonillisi- lisoleucilaspartillisilvalilaspartiltreonilvalilmetionilmetionilglicil- lisillisilleucillisiltreonilleucilglutamilvalilleucilleucillisilaspartil- metionilglutamillisilglicilistidilserilleucilleucillisilserilalanilargi- nilglutamillisilglicilglutamilarginilalanilvalillisiltirosilleucilglutami- lglutamilglicilglutamilalanilglutamilarginilleucilarginillisilglutamiliso- leucilistidilaspartilistidilmetionilglutamilglutaminilleucillisilgluta- milleuciltreonilseriltreonilvalilarginillisilglutamilistidilmetionilt- reonilleucilglutamillisilglicilleucilistidilleucilalanillisilglutamilp- enilalanilserilaspartillisilcisteinillisilalanilleuciltreonilglutaminilt- riptopilisoleucilalanilglutamiltirosilglutaminilglutamilisoleucilleucil- istidilvalilprolilglutamilglutamilprolillisilmetionilglutamilleuciltiros- ilglutamillisillisilalanilglutaminilleucilserillisiltirosillisilserilleuc- ilglutaminilglutaminiltreonilvalilleucilserilistidilglutamilprolilseril- valillisilserilvalilarginilglutamillisilglicilglutamilalanilleucilleucilg- lutamilleucilvalilglutaminilaspartilvaliltreonilleucillisilaspartillisil- isoleucilaspartilglutaminilleucilglutaminilserilaspartiltirosilglutaminil- aspartilleucilcisteinilserilisoleucilglicillisilglutamilistidilvalilpen- ilalanilserilleucilglutamilalanillisilvalillisilaspartilistidilglutamila- spartiltirosilasparaginilserilglutamilleucilglutaminilglutamilvalilglutam- illisiltriptopilleucilleucilglutaminilmetionilserilglicilarginilleucilv- alilalanilprolilaspartilleucilleucilglutamiltreonilserilserilleucilgluta- miltreonilisoleuciltreonilglutaminilglutaminilleucilalanilistidilisti- dillisilalanilmetionilmetionilglutamilglutamilisoleucilalanilglicilpen- ilalanilglutamilaspartilarginilleucilasparaginilasparaginilleucilglutamin- ilmetionillisilglicilaspartiltreonilleucilisoleucilglicilglutaminilcist- einilalanilaspartilistidilleucilglutaminilalanillisilleucillisilglutamin- ilasparaginilvalilistidilalanilistidilleucilglutaminilgliciltreonillis- ilaspartilseriltirosilserilalanilisoleucilcisteinilseriltreonilalanilglu- taminilarginilmetioniltirosilglutaminilserilleucilglutamilistidilglutam- illeucilglutaminillisilistidilvalilserilarginilglutaminilaspartiltreoni- lleucilglutaminilglutaminilcisteinilglutaminilalaniltriptopilleucilseril- alanilvalilglutaminilprolilaspartilleucilglutamilprolilserilprolilglutami- nilprolilprolilleucilserilarginilalanilglutamilalanilisoleucillisilglutam- inilvalillisilistidilpenilalanilarginilalanilleucilglutaminilglutamilgl- utaminilalanilarginiltreoniltirosilleucilaspartilleucilleucilcisteinilse- rilmetionilcisteinilaspartilleucilserilasparaginilalanilserilvalillisilt- reoniltreonilalanillisilaspartilisoleucilglutaminilglutaminiltreonilgl- utamilglutaminiltreonilisoleucilglutamilglutaminillisilleucilvalilglutam- inilalanilglutaminilasparaginilleuciltreonilglutaminilgliciltriptopilgl- utamilglutamilisoleucillisilistidilleucillisilserilglutamilleuciltriptop- ilisoleuciltirosilleucilglutaminilaspartilalanilaspartilglutaminilglutam- inilleucilglutaminilasparaginilmetionillisilarginilarginilistidilserilg- lutamilleucilglutamilleucilasparaginilisoleucilalanilglutaminilasparagini- lmetionilvalilserilglutaminilvalillisilaspartilpenilalanilvalillisillis- illeucilglutaminilserillisilglutaminilalanilserilvalilasparaginiltreonil- isoleucilisoleucilglutamillisilvalilasparaginillisilleuciltreonillisilli- silglutamilglutamilserilprolilglutamilistidillisilglutamilisoleucilaspar- aginilistidilleucilasparaginilaspartilglutaminiltriptopilleucilaspartil- leucilcisteinilarginilglutaminilserilasparaginilasparaginilleucilcisteini- lleucilglutaminilarginilglutamilglutamilaspartilleucilglutaminilarginilt- reonilarginilaspartiltirosilistidilaspartilcisteinilmetionilasparaginil- valilvalilglutamilvalilpenilalanilleucilglutamillisilpenilalaniltreoni- ltreonilglutamiltriptopilaspartilasparaginilleucilalanilarginilserilasp- artilalanilglutamilseriltreonilalanilvalilistidilleucilglutamilalanille- ucillisillisilleucilalanilleucilalanilleucilglutaminilglutamilarginillisi- ltirosilalanilisoleucilglutamilaspartilleucillisilaspartilglutaminillisil- glutaminillisilmetionilisoleucilglutamilistidilleucilasparaginilleucila- spartilaspartillisilglutamilleucilvalillisilglutamilglutaminiltreonilser- ilistidilleucilglutamilglutaminilarginiltriptopilpenilalanilglutaminil- leucilglutamilaspartilleucilisoleucillisilarginillisilisoleucilglutaminil- valilserilvaliltreonilasparaginilleucilglutamilglutamilleucilasparaginil- valilvalilglutaminilserilarginilpenilalanilglutaminilglutamilleucilmeti- onilglutamiltriptopilalanilglutamilglutamilglutaminilglutaminilprolilasp- araginilisoleucilalanilglutamilalanilleucillisilglutaminilserilprolilprol- ilprolilaspartilmetionilalanilglutaminilasparaginilleucilleucilmetionil- aspartilistidilleucilalanilisoleucilcisteinilserilglutamilleucilglutamil- alanillisilglutaminilmetionilleucilleucillisilserilleucilisoleucillisila- spartilalanilaspartilarginilvalilmetionilalanilaspartilleucilglicilleuci- lasparaginilglutamilarginilglutaminilvalilisoleucilglutaminillisilalanill- eucilserilaspartilalanilglutaminilserilistidilvalilasparaginilcisteinill- eucilserilaspartilleucilvalilglicilglutaminilarginilarginillisiltirosille- ucilasparaginillisilalanilleucilserilglutamillisiltreonilglutaminilpeni- lalanilleucilmetionilalanilvalilpenilalanilglutaminilalaniltreonilseri- lglutaminilisoleucilglutaminilglutaminilistidilglutamilarginillisilisole- ucilmetionilpenilalanilarginilglutamilistidilisoleucilcisteinilleucill- eucilprolilaspartilaspartilvalilserillisilglutaminilvalillisiltreonilcis- teinillisilserilalanilglutaminilalanilserilleucillisiltreoniltirosilglut- aminilasparaginilglutamilvaliltreonilglicilleuciltriptopilalanilglutami- nilglicilarginilglutamilleucilmetionillisilglutamilvaliltreonilglutamil- glutaminilglutamillisilserilglutamilvalilleucilglicillisilleucilglutamini- lglutamilleucilglutaminilserilvaliltirosilaspartilserilvalilleucilglutami- nillisilcisteinilserilistidilarginilleucilglutaminilglutamilleucilglutam- illisilasparaginilleucilvalilserilarginillisilistidilpenilalanillisilgl- utamilaspartilpenilalanilaspartillisilalanilcisteinilistidiltriptopill- eucillisilglutaminilalanilaspartilisoleucilvaliltreonilpenilalanilproli- lglutamilisoleucilasparaginilleucilmetionilasparaginilglutamilserilseril- glutamilleucilistidiltreonilglutaminilleucilalanillisiltirosilglutamini- lasparaginilisoleucilleucilglutamilglutaminilserilprolilglutamiltirosilgl- utamilasparaginilleucilleucilleuciltreonilleucilglutaminilarginiltreoni- lglicilglutaminiltreonilisoleucilleucilprolilserilleucilasparaginilgluta- milvalilaspartilistidilseriltirosilleucilserilglutamillisilleucilasparag- inilalanilleucilprolilarginilglutaminilpenilalanilasparaginilvalilisoleu- cilvalilalanilleucilalanillisilaspartillisilpenilalaniltirosillisilvalil- glutaminilglutamilalanilisoleucilleucilalanilarginillisilglutamiltirosila- lanilserilleucilisoleucilglutamilleuciltreoniltreonilglutaminilserilleu- cilserilglutamilleucilglutamilalanilglutaminilpenilalanilleucilarginilme- tionilserillisilvalilproliltreonilaspartilleucilalanilvalilglutamilglut- amilalanilleucilserilleucilglutaminilaspartilglicilcisteinilarginilalanil- isoleucilleucilaspartilglutamilvalilalanilglicilleucilglicilglutamilalani- lvalilaspartilglutamilleucilasparaginilglutaminillisillisilglutamilglicil- penilalanilarginilseriltreonilglicilglutaminilproliltriptopilglutamini- lprolilaspartillisilmetionilleucilistidilleucilvaliltreonilleuciltiros- ilistidilarginilleucillisilarginilglutaminiltreonilglutamilglutaminilar- ginilvalilserilleucilleucilglutamilaspartiltreoniltreonilserilalaniltir- osilglutaminilglutamilistidilglutamillisilmetionilcisteinilglutaminilgl- utaminilleucilglutamilarginilglutaminilleucillisilserilvalillisilglutamil- glutamilglutaminilserillisilvalilasparaginilglutamilglutamiltreonilleuci- lprolilalanilglutamilglutamillisilleucillisilmetioniltirosilistidilseri- lleucilalanilglicilserilleucilglutaminilaspartilserilglicilisoleucilvalil- leucillisilarginilvaliltreonilisoleucilistidilleucilglutamilaspartilleu- cilalanilprolilistidilleucilaspartilprolilleucilalaniltirosilglutamillis- ilalanilarginilistidilglutaminilisoleucilglutaminilseriltriptopilglutam- inilglicilglutamilleucillisilleucilleuciltreonilserilalanilisoleucilglic- ilglutamiltreonilvaliltreonilglutamilcisteinilglutamilserilarginilmeti- onilvalilglutaminilserilisoleucilaspartilpenilalanilglutaminiltreonilgl- utamilmetionilserilarginilserilleucilaspartiltriptopilleucilarginilargi- nilvalillisilalanilglutamilleucilserilglicilprolilvaliltirosilleucilaspar- tilleucilasparaginilleucilglutaminilaspartilisoleucilglutaminilglutamilgl- utamilisoleucilarginillisilisoleucilglutaminilisoleucilistidilglutaminil- glutamilglutamilvalilglutaminilserilserilleucilarginilisoleucilmetionila- sparaginilalanilleucilserilistidillisilglutamillisilglutamillisilpenila- laniltreonillisilalanillisilglutamilleucilisoleucilserilalanilaspartille- ucilglutamilistidilserilleucilalanilglutamilleucilserilglutamilleucilasp- artilglicilaspartilisoleucilglutaminilglutamilalanilleucilarginiltreonil- arginilglutaminilalaniltreonilleuciltreonilglutamilisoleuciltirosilseri- lglutaminilcisteinilglutaminilarginiltirosiltirosilglutaminilvalilpenila- lanilglutaminilalanilalanilasparaginilaspartiltriptopilleucilglutamilasp- artilalanilglutaminilglutamilleucilleucilglutaminilleucilalanilglicilaspa- raginilglicilleucilaspartilvalilglutamilserilalanilglutamilglutamilaspara- ginilleucillisilserilistidilmetionilglutamilpenilalanilpenilalanilser- iltreonilglutamilaspartilglutaminilpenilalanilistidilserilasparaginill- eucilglutamilglutamilleucilistidilserilleucilvalilalaniltreonilleucilas- partilprolilleucilisoleucillisilproliltreonilglicillisilglutamilaspartil- leucilglutamilglutaminillisilvalilalanilserilleucilglutamilleucilarginils- erilglutaminilarginilmetionilserilarginilaspartilserilglicilalanilglutam- inilvalilaspartilleucilleucilglutaminilarginilcisteiniltreonilalanilglut- aminiltriptopilistidilaspartiltirosilglutaminillisilalanilarginilglutam- ilglutamilvalilisoleucilglutamilleucilmetionilasparaginilaspartiltreoni- lglutamillisillisilleucilserilglutamilpenilalanilserilleucilleucillisilt- reonilserilserilserilistidilglutamilalanilglutamilglutamillisilleucilse- rilglutamilistidillisilalanilleucilvalilserilvalilvalilasparaginilserilp- enilalanilistidilglutamillisilisoleucilvalilalanilleucilglutamilglutami- llisilalanilserilglutaminilleucilglutamillisiltreonilglicilasparaginilas- partilalanilserillisilalaniltreonilleucilserilarginilserilmetioniltreo- niltreonilvaliltriptopilglutaminilarginiltriptopiltreonilarginilleuci- larginilalanilvalilalanilglutaminilaspartilglutaminilglutamillisilisoleuc- illeucilglutamilaspartilalanilvalilaspartilglutamiltriptopiltreonilglic- ilpenilalanilasparaginilasparaginillisilvalillisillisilalaniltreonilglu- tamilmetionilisoleucilaspartilglutaminilleucilglutaminilaspartillisilleu- cilprolilglicilserilserilalanilglutamillisilalanilserillisilalanilglutami- lleucilleuciltreonilleucilleucilglutamiltirosilistidilaspartiltreonilp- enilalanilvalilleucilglutamilleucilglutamilglutaminilglutaminilglutamini- lserilalanilleucilglicilmetionilleucilarginilglutaminilglutaminiltreoni- lleucilserilmetionilleucilglutaminilaspartilglicilalanilalanilproliltre- onilprolilglicilglutamilglutamilprolilprolilleucilmetionilglutaminilglut- amilisoleuciltreonilalanilmetionilglutaminilaspartilarginilcisteinilleu- cilasparaginilmetionilglutaminilglutamillisilvalillisiltreonilasparagin- ilglicillisilleucilvalillisilglutaminilglutamilleucillisilaspartilarginil- glutamilmetionilvalilglutamiltreonilglutaminilisoleucilasparaginilseril- valillisilcisteiniltriptopilvalilglutaminilglutamiltreonillisilglutamil- tirosilleucilglicilasparaginilproliltreonilisoleucilglutamilisoleucilasp- artilalanilglutaminilleucilglutamilglutamilleucilglutaminilisoleucilleuci- lleuciltreonilglutamilalaniltreonilasparaginilistidilarginilglutaminil- asparaginilisoleucilglutamillisilmetionilalanilglutamilglutamilglutamini- llisilglutamillisiltirosilleucilglicilleuciltirosiltreonilisoleucilleuci- lprolilserilglutamilleucilserilleucilglutaminilleucilalanilglutamilvalila- lanilleucilaspartilleucillisilisoleucilarginilaspartilglutaminilisoleucil- glutaminilaspartillisilisoleucillisilglutamilvalilglutamilglutaminilseril- lisilalaniltreonilserilglutaminilglutamilleucilserilarginilglutaminiliso- leucilglutaminillisilleucilalanillisilaspartilleuciltreoniltreonilisole- ucilleuciltreonillisilleucillisilalanillisiltreonilaspartilasparaginilv- alilvalilglutaminilalanillisiltreonilaspartilglutaminillisilvalilleucilg- licilglutamilglutamilleucilaspartilglicilcisteinilasparaginilserillisille- ucilmetionilglutamilleucilaspartilalanilalanilvalilglutaminillisilpenil- alanilleucilglutamilglutaminilasparaginilglicilglutaminilleucilglicillisi- lprolilleucilalanillisillisilisoleucilglicillisilleuciltreonilglutamille- ucilistidilglutaminilglutaminiltreonilisoleucilarginilglutaminilalanilg- lutamilasparaginilarginilleucilserillisilleucilasparaginilglutaminilalani- lalanilserilistidilleucilglutamilglutamiltirosilasparaginilglutamilmeti- onilleucilglutamilleucilisoleucilleucillisiltriptopilisoleucilglutamilli- silalanillisilvalilleucilalanilistidilgliciltreonilisoleucilalaniltript- opilasparaginilserilalanilserilglutaminilleucilarginilglutamilglutaminil- tirosilisoleucilleucilistidilglutaminiltreonilleucilleucilglutamilgluta- milserillisilglutamilisoleucilaspartilserilglutamilleucilglutamilalanilme- tioniltreonilglutamillisilleucilglutaminiltirosilleuciltreonilserilval- iltirosilcisteiniltreonilglutamillisilmetionilserilglutaminilglutaminil- valilalanilglutamilleucilglicilarginilglutamiltreonilglutamilglutamilleu- cilarginilglutaminilmetionilisoleucillisilisoleucilarginilleucilglutamin- ilasparaginilleucilglutaminilaspartilalanilalanillisilaspartilmetionilli- sillisilpenilalanilglutamilalanilglutamilleucillisillisilleucilglutamini- lalanilalanilleucilglutamilglutaminilalanilglutaminilalaniltreonilleucil- treonilserilprolilglutamilvalilglicilarginilleucilserilleucillisilglutam- ilglutaminilleucilserilistidilarginilglutaminilistidilleucilleucilseril- glutamilmetionilglutamilserilleucillisilprolillisilvalilglutaminilalanil- valilglutaminilleucilcisteinilglutaminilserilalanilleucilarginilisoleucil- prolilglutamilaspartilvalilvalilalanilserilleucilprolilleucilcisteinilis- tidilalanilalanilleucilarginilleucilglutaminilglutamilglutamilalanilseril- arginilleucilglutaminilistidiltreonilalanilisoleucilglutaminilglutamini- lcisteinilasparaginilisoleucilmetionilglutaminilalanilalanilvalilvalilgl- utaminiltirosilglutamilglutaminiltirosilglutamilglutaminilglutamilmetion- illisilistidilleucilglutaminilglutaminilleucilisoleucilglutamilglicilala- nilistidilarginilglutamilisoleucilglutamilaspartillisilprolilvalilalanil- treonilserilasparaginilisoleucilglutaminilglutamilleucilglutaminilalanil- glutaminilisoleucilserilarginilistidilglutamilglutamilleucilalanilglutam- inillisilisoleucillisilgliciltirosilglutaminilglutamilglutaminilisoleucil- alanilserilleucilasparaginilserillisilcisteinillisilmetionilleuciltreon- ilmetionillisilalanillisilistidilalaniltreonilmetionilleucilleuciltr- eonilvaliltreonilglutamilvalilglutamilglicilleucilalanilglutamilglicilt- reonilglutamilaspartilleucilaspartilglicilglutamilleucilleucilproliltreo- nilprolilserilalanilistidilprolilserilvalilvalilmetionilmetioniltreon- ilalanilglicilarginilcisteinilistidiltreonilleucilleucilserilprolilvali- ltreonilglutamilglutamilserilglicilglutamilglutamilgliciltreonilasparag- inilserilglutamilisoleucilserilserilprolilprolilalanilcisteinilarginilser- ilprolilserilprolilvalilalanilasparaginiltreonilaspartilalanilserilvalil- asparaginilglutaminilaspartilisoleucilalaniltirosiltirosilglutaminilalani- lleucilserilalanilglutamilarginilleucilglutaminiltreonilaspartilalanilal- anillisilisoleucilistidilprolilseriltreonilserilalanilserilglutaminilgl- utamilpenilalaniltirosilglutamilprolilglicilleucilglutamilprolilserilala- niltreonilalanillisilleucilglicilaspartilleucilglutaminilarginilseriltri- ptopilglutamiltreonilleucillisilasparaginilvalilisoleucilserilglutamill- isilglutaminilarginiltreonilleuciltirosilglutamilalanilleucilglutamilarg- inilglutaminilglutaminillisiltirosilglutaminilaspartilserilleucilglutamin- ilserilisoleucilseriltreonillisilmetionilglutamilalanilisoleucilglutami- lleucillisilleucilserilglutamilserilprolilglutamilprolilglicilarginilseri- lprolilglutamilserilglutaminilmetionilalanilglutamilistidilglutaminilal- anilleucilmetionilaspartilglutamilisoleucilleucilmetionilleucilglutamin- ilaspartilglutamilisoleucilasparaginilglutamilleucilglutaminilserilserill- eucilalanilglutamilglutamilleucilvalilserilglutamilserilcisteinilglutamil- alanilaspartilprolilalanilglutamilglutaminilleucilalanilleucilglutaminils- eriltreonilleuciltreonilvalilleucilalanilglutamilarginilmetionilserilt- reonilisoleucilarginilmetionillisilalanilserilglicillisilarginilglutami- nilleucilleucilglutamilglutamillisilleucilasparaginilaspartilglutaminille- ucilglutamilglutamilglutaminilarginilglutaminilglutamilglutaminilalanille- ucilglutaminilarginiltirosilarginilcisteinilglutamilalanilaspartilglutami- lleucilaspartilseriltriptopilleucilleucilseriltreonillisilalaniltreoni- lleucilaspartiltreonilalanilleucilserilprolilprolillisilglutamilprolilme- tionilaspartilmetionilglutamilalanilglutaminilleucilmetionilaspartilci- steinilglutaminilasparaginilmetionilleucilvalilglutamilisoleucilglutamil- glutaminillisilvalilvalilalanilleucilserilglutamilleucilserilvalilistidi- lasparaginilglutamilasparaginilleucilleucilleucilglutamilglicillisilalani- listidiltreonillisilaspartilglutamilalanilglutamilglutaminilleucilalani- lglicillisilleucilarginilarginilleucillisilglicilserilleucilleucilglutami- lleucilglutaminilarginilalanilleucilistidilaspartillisilglutaminilleucil- asparaginilmetionilglutaminilgliciltreonilalanilglutaminilglutamillisil- glutamilglutamilserilaspartilvalilaspartilleuciltreonilalaniltreonilglu- taminilserilprolilglicilvalilglutaminilglutamiltriptopilleucilalanilglut- aminilalanilarginiltreoniltreoniltriptopiltreonilglutaminilglutaminil- arginilglutaminilserilserilleucilglutaminilglutaminilglutaminillisilgluta- milleucilglutamilglutaminilglutamilleucilalanilglutamilglutaminillisilser- illeucilleucilarginilserilvalilalanilserilarginilglicilglutamilglutamilis- oleucilleucilisoleucilglutaminilistidilserilalanilalanilglutamiltreonil- serilglicilaspartilalanilglicilglutamillisilprolilaspartilvalilleucilseri- lglutaminilglutamilleucilglicilmetionilglutamilglicilglutamillisilserils- erilalanilglutamilaspartilglutaminilmetionilarginilmetionillisiltriptop- ilglutamilserilleucilistidilglutaminilglutamilpenilalanilseriltreonil- lisilglutaminillisilleucilleucilglutaminilasparaginilvalilleucilglutamilg- lutaminilglutamilglutaminilglutamilglutaminilvalilleuciltirosilserilargin- ilprolilasparaginilarginilleucilleucilserilglicilvalilprolilleuciltirosil- lisilglicilaspartilvalilproliltreonilglutaminilaspartillisilserilalanilv- aliltreonilserilleucilleucilaspartilglicilleucilasparaginilglutaminilala- nilpenilalanilglutamilglutamilvalilserilserilglutaminilserilglicilglicil- alanillisilarginilglutaminilserilisoleucilistidilleucilglutamilglutamini- llisilleuciltirosilaspartilglicilvalilserilalaniltreonilseriltreoniltri- ptopilleucilaspartilaspartilvalilglutamilglutamilarginilleucilpenilalan- ilvalilalaniltreonilalanilleucilleucilprolilglutamilglutamiltreonilglut- amiltreonilcisteinilleucilpenilalanilasparaginilglutaminilglutamilisole- ucilleucilalanillisilaspartilisoleucillisilglutamilmetionilserilglutamil- glutamilmetionilaspartillisilasparaginillisilasparaginilleucilpenilalan- ilserilglutaminilalanilpenilalanilprolilglutamilasparaginilglicilasparti- lasparaginilarginilaspartilvalilisoleucilglutamilaspartiltreonilleucilgl- icilcisteinilleucilleucilglicilarginilleucilserilleucilleucilaspartilseri- lvalilvalilasparaginilglutaminilarginilcisteinilistidilglutaminilmetion- illisilglutamilarginilleucilglutaminilglutaminilisoleucilleucilasparagini- lpenilalanilglutaminilasparaginilaspartilleucillisilvalilleucilpenilala- niltreonilserilleucilalanilaspartilasparaginillisiltirosilisoleucilisole- ucilleucilglutaminillisilleucilalanilasparaginilvalilpenilalanilglutamil- glutaminilprolilvalilalanilglutamilglutaminilisoleucilglutamilalanilisole- ucilglutaminilglutaminilalanilglutamilaspartilglicilleucillisilglutamilp- enilalanilaspartilalanilglicilisoleucilisoleucilglutamilleucillisilargini- larginilglicilaspartillisilleucilglutaminilvalilglutamilglutaminilprolils- erilmetionilglutaminilglutamilleucilserillisilleucilglutaminilaspartilme- tioniltirosilaspartilglutamilleucilmetionilmetionilisoleucilisoleucilg- licilserilarginilarginilserilglicilleucilasparaginilglutaminilasparaginil- leuciltreonilleucillisilserilglutaminiltirosilglutamilarginilalanilleuci- lglutaminilaspartilleucilalanilaspartilleucilleucilglutamiltreonilglicil- glutaminilglutamillisilmetionilalanilglicilaspartilglutaminillisilisoleu- cilisoleucilvalilserilserillisilglutamilglutamilisoleucilglutaminilglutam- inilleucilleucilaspartillisilistidillisilglutamiltirosilpenilalanilglut- aminilglicilleucilglutamilserilistidilmetionilisoleucilleuciltreonilgl- utamiltreonilleucilpenilalanilarginillisilisoleucilisoleucilserilpenil- alanilalanilvalilglutaminillisilglutamiltreonilglutaminilpenilalanilis- tidiltreonilglutamilleucilmetionilalanilglutaminilalanilserilalanilvali- lleucillisilarginilalanilistidillisilarginilglicilvalilglutamilleucilglu- tamiltirosilisoleucilleucilglutamiltreoniltriptopilserilistidilleucila- spartilglutamilaspartilglutaminilglutaminilglutamilleucilserilarginilglut- aminilleucilglutamilvalilvalilglutamilserilserilisoleucilprolilserilvalil- glicilleucilvalilglutamilglutamilasparaginilglutamilaspartilarginilleucil- isoleucilaspartilarginilisoleuciltreonilleuciltirosilglutaminilistidill- eucillisilserilserilleucilasparaginilglutamiltirosilglutaminilprolillisil- leuciltirosilglutaminilvalilleucilaspartilaspartilglicillisilarginilleuci- lleucilisoleucilserilisoleucilserilcisteinilserilaspartilleucilglutamilse- rilglutaminilleucilasparaginilglutaminilleucilglicilglutamilcisteiniltrip- topilleucilserilasparaginiltreonilasparaginillisilmetionilserillisilgl- utamilleucilistidilarginilleucilglutamiltreonilisoleucilleucillisilist- idiltriptopiltreonilarginiltirosilglutaminilserilglutamilserilalanilasp- artilleucilisoleucilistidiltriptopilleucilglutaminilserilalanillisilasp- artilarginilleucilglutamilpenilalaniltriptopiltreonilglutaminilglutami- nilserilvaliltreonilvalilprolilglutaminilglutamilleucilglutamilmetionil- valilarginilaspartilistidilleucilasparaginilalanilpenilalanilleucilglut- amilpenilalanilserillisilglutamilvalilaspartilalanilglutaminilserilseril- leucillisilserilserilvalilleucilseriltreonilglicilasparaginilglutaminill- eucilleucilarginilleucillisillisilvalilaspartiltreonilalaniltreonilleuc- ilarginilserilglutamilleucilserilarginilisoleucilaspartilserilglutaminilt- riptopiltreonilaspartilleucilleuciltreonilasparaginilisoleucilprolilal- anilvalilglutaminilglutamillisilleucilistidilglutaminilleucilglutaminilm- etionilaspartillisilleucilprolilserilarginilistidilalanilisoleucilseril- glutamilvalilmetionilseriltriptopilisoleucilserilleucilmetionilglutami- lasparaginilvalilisoleucilglutaminillisilaspartilglutamilaspartilasparagi- nilisoleucillisilasparaginilserilisoleucilgliciltirosillisilalanilisoleuc- ilistidilglutamiltirosilleucilglutaminillisiltirosillisilglicilpenilala- nillisilisoleucilaspartilisoleucilasparaginilcisteinillisilglutaminilleuc- iltreonilvalilaspartilpenilalanilvalilasparaginilglutaminilserilvalille- ucilglutaminilisoleucilserilserilglutaminilaspartilvalilglutamilserillisi- larginilserilaspartillisiltreonilaspartilpenilalanilalanilglutamilgluta- minilleucilglicilalanilmetionilasparaginillisilseriltriptopilglutaminil- isoleucilleucilglutaminilglicilleucilvaliltreonilglutamillisilisoleucilg- lutaminilleucilleucilglutamilglicilleucilleucilglutamilseriltriptopilser- ilglutamiltirosilglutamilasparaginilasparaginilvalilglutaminilcisteinille- ucillisiltreoniltriptopilpenilalanilglutamiltreonilglutaminilglutamil- lisilarginilleucillisilglutaminilglutaminilistidilarginilisoleucilglicil- aspartilglutaminilalanilserilvalilglutaminilasparaginilalanilleucillisila- spartilcisteinilglutaminilaspartilleucilglutamilaspartilleucilisoleucilli- silalanillisilglutamillisilglutamilvalilglutamillisilisoleucilglutamilglu- taminilasparaginilglicilleucilalanilleucilisoleucilglutaminilasparaginill- isillisilglutamilaspartilvalilserilserilisoleucilvalilmetionilseriltreo- nilleucilarginilglutamilleucilglicilglutaminiltreoniltriptopilalanilasp- araginilleucilaspartilistidilmetionilvalilglicilglutaminilleucillisilis- oleucilleucilleucillisilserilvalilleucilaspartilglutaminiltriptopilseril- serilistidillisilvalilalanilpenilalanilaspartillisilisoleucilasparagini- lseriltirosilleucilmetionilglutamilalanilarginiltirosilserilleucilserila- rginilpenilalanilarginilleucilleuciltreonilglicilserilleucilglutamilala- nilvalilglutaminilvalilglutaminilvalilaspartilasparaginilleucilglutaminil- asparaginilleucilglutaminilaspartilaspartilleucilglutamillisilglutaminilg- lutamilarginilserilleucilglutaminillisilpenilalanilglicilserilisoleucilt- reonilasparaginilglutaminilleucilleucillisilglutamilcisteinilistidilpro- lilprolilvaliltreonilglutamiltreonilleuciltreonilasparaginiltreonille- ucillisilglutamilvalilasparaginilmetionilarginiltriptopilasparaginilasp- araginilleucilleucilglutamilglutamilisoleucilalanilglutamilglutaminilleuc- ilglutaminilserilserillisilalanilleucilleucilglutaminilleuciltriptopilgl- utaminilarginiltirosillisilaspartiltirosilserillisilglutaminilcisteinilal- anilseriltreonilvalilglutaminilglutaminilglutaminilglutamilaspartilargin- iltreonilasparaginilglutamilleucilleucillisilalanilalaniltreonilasparag- inillisilaspartilisoleucilalanilaspartilaspartilglutamilvalilalaniltreon- iltriptopilisoleucilglutaminilaspartilcisteinilasparaginilaspartilleucil- leucillisilglicilleucilgliciltreonilvalillisilaspartilserilleucilpenila- lanilpenilalanilleucilistidilglutamilleucilglicilglutamilglutaminilleuc- illisilglutaminilglutaminilvalilaspartilalanilserilalanilalanilserilalani- lisoleucilglutaminilserilaspartilglutaminilleucilserilleucilserilglutamin- ilistidilleucilcisteinilalanilleucilglutamilglutaminilalanilleucilcistei- nillisilglutaminilglutaminiltreonilserilleucilglutaminilalanilglicilvali- lleucilaspartiltirosilglutamiltreonilpenilalanilalanillisilserilleucilg- lutamilalanilleucilglutamilalaniltriptopilisoleucilvalilglutamilalanilgl- utamilglutamilisoleucilleucilglutaminilglicilglutaminilaspartilprolilseri- listidilserilserilaspartilleucilseriltreonilisoleucilglutaminilglutamil- arginilmetionilglutamilglutamilleucillisilglicilglutaminilmetionilleuci- llisilpenilalanilserilserilmetionilalanilprolilaspartilleucilaspartilar- ginilleucilasparaginilglutamilleucilgliciltirosilarginilleucilprolilleuci- lasparaginilaspartillisilglutamilisoleucillisilarginilmetionilglutaminil- asparaginilleucilasparaginilarginilistidiltriptopilserilleucilisoleucil- serilserilglutaminiltreoniltreonilglutamilarginilpenilalanilserillisil- leucilglutaminilserilpenilalanilleucilleucilglutaminilistidilglutaminil- treonilpenilalanilleucilglutamillisilcisteinilglutamiltreoniltriptopi- lmetionilglutamilpenilalanilleucilvalilglutaminiltreonilglutamilglutam- inillisilleucilalanilvalilglutamilisoleucilserilglicilasparaginiltirosilg- lutaminilistidilleucilleucilglutamilglutaminilglutaminilarginilalanilis- tidilglutamilleucilpenilalanilglutaminilalanilglutamilmetionilpenilala- nilserilarginilglutaminilglutaminilisoleucilleucilistidilserilisoleucili- soleucilisoleucilaspartilglicilglutaminilarginilleucilleucilglutamilgluta- minilglicilglutaminilvalilaspartilaspartilarginilaspartilglutamilpenilal- anilasparaginilleucillisilleuciltreonilleucilleucilserilasparaginilgluta- miniltriptopilglutaminilglicilvalilisoleucilarginilarginilalanilglutamin- ilglutaminilarginilarginilglicilisoleucilisoleucilaspartilserilglutaminil- isoleucilarginilglutaminiltriptopilglutaminilarginiltirosilarginilglutam- ilmetionilalanilglutamillisilleucilarginillisiltriptopilleucilvalilglut- amilvalilseriltirosilleucilprolilmetionilserilglicilleucilglicilserilval- ilprolilisoleucilprolilleucilglutaminilglutaminilalanilarginiltreonilleu- cilpenilalanilaspartilglutamilvalilglutaminilpenilalanillisilglutamilli- silvalilpenilalanilleucilarginilglutaminilglutaminilglicilseriltirosilis- oleucilleuciltreonilvalilglutamilalanilglicillisilglutaminilleucilleucil- leucilserilalanilaspartilserilglicilalanilglutamilalanilalanilleucilgluta- minilalanilglutamilleucilalanilglutamilisoleucilglutaminilglutamillisiltr- iptopillisilserilalanilserilmetionilarginilleucilglutamilglutamilglutam- inillisillisillisilleucilalanilpenilalanilleucilleucillisilaspartiltript- opilglutamillisilcisteinilglutamillisilglicilisoleucilalanilaspartilseri- lleucilglutamillisilleucilarginiltreonilpenilalanillisillisillisilleuci- lserilglutaminilserilleucilprolilaspartilistidilistidilglutamilglutamil- leucilistidilalanilglutamilglutaminilmetionilarginilcisteinillisilgluta- milleucilglutamilasparaginilalanilvalilglicilseriltriptopiltreonilaspar- tilaspartilleuciltreonilglutaminilleucilserilleucilleucillisilaspartilt- reonilleucilserilalaniltirosilisoleucilserilalanilaspartilaspartilisoleuc- ilserilisoleucilleucilasparaginilglutamilarginilvalilglutamilleucilleucil- glutaminilarginilglutaminiltriptopilglutamilglutamilleucilcisteinilisti- dilglutaminilleucilserilleucilarginilarginilglutaminilglutaminilisoleucil- glicilglutamilarginilleucilasparaginilglutamiltriptopilalanilvalilpenil- alanilserilglutamillisilasparaginillisilglutamilleucilcisteinilglutamiltr- iptopilleuciltreonilglutaminilmetionilglutamilserillisilvalilserilglut- aminilasparaginilglicilaspartilisoleucilleucilisoleucilglutamilglutamilme- tionilisoleucilglutamillisilleucillisillisilaspartiltirosilglutaminilglu- tamilglutamilisoleucilalanilisoleucilalanilglutaminilglutamilasparaginill- isilisoleucilglutaminilleucilglutaminilglutaminilmetionilglicilglutamila- rginilleucilalanillisilalanilserilistidilglutamilserillisilalanilserilgl- utamilisoleucilglutamiltirosillisilleucilglicillisilvalilasparaginilaspar- tilarginiltriptopilglutaminilistidilleucilleucilaspartilleucilisoleucil- alanilalanilarginilvalillisillisilleucillisilglutamiltreonilleucilvalila- lanilvalilglutaminilglutaminilleucilaspartillisilasparaginilmetionilseri- lserilleucilarginiltreoniltriptopilleucilalanilistidilisoleucilglutami- lserilglutamilleucilalanillisilprolilisoleucilvaliltirosilaspartilserilci- steinilasparaginilserilglutamilglutamilisoleucilglutaminilarginillisilleu- cilasparaginilglutamilglutaminilglutaminilglutamilleucilglutaminilarginil- aspartilisoleucilglutamillisilistidilseriltreonilglicilvalilalanilseril- valilleucilasparaginilleucilcisteinilglutamilvalilleucilleucilistidilasp- artilcisteinilaspartilalanilcisteinilalaniltreonilaspartilalanilglutamil- cisteinilaspartilserilisoleucilglutaminilglutaminilalaniltreonilarginila- sparaginilleucilaspartilarginilarginiltriptopilarginilasparaginilisoleuc- ilcisteinilalanilmetionilserilmetionilglutamilarginilarginilleucillisil- isoleucilglutamilglutamiltreoniltriptopilarginilleuciltriptopilglutami- nillisilpenilalanilleucilaspartilaspartiltirosilserilarginilpenilalanil- glutamilaspartiltriptopilleucillisilserilserilglutamilarginiltreonilala- nilalanilpenilalanilprolilserilserilserilglicilvalilisoleuciltirosiltre- onilvalilalanillisilglutamilglutamilleucillisillisilpenilalanilglutamila- lanilpenilalanilglutaminilarginilglutaminilvalilistidilglutamilcisteini- lleuciltreonilglutaminilleucilglutamilleucilisoleucilasparaginillisilglu- taminiltirosilarginilarginilleucilalanilarginilglutamilasparaginilarginil- treonilaspartilserilalanilcisteinilserilleucillisilglutaminilmetionilva- lilistidilglutamilglicilasparaginilglutaminilarginiltriptopilaspartilas- paraginilleucilglutaminillisilarginilvaliltreonilserilisoleucilleucilarg- inilarginilleucillisilistidilpenilalanilisoleucilglicilglutaminilargini- lglutamilglutamilpenilalanilglutamiltreonilalanilarginilaspartilserilis- oleucilleucilvaliltriptopilleuciltreonilglutamilmetionilaspartilleucil- glutaminilleuciltreonilasparaginilisoleucilglutamilistidilpenilalanils- erilglutamilcisteinilaspartilvalilglutaminilalanillisilisoleucillisilglut- aminilleucillisilalanilpenilalanilglutaminilglutaminilglutamilisoleucils- erilleucilasparaginilistidilasparaginillisilisoleucilglutamilglutaminili- soleucilisoleucilalanilglutaminilglicilglutamilglutaminilleucilisoleucilg- lutamillisilserilglutamilprolilleucilaspartilalanilalanilisoleucilisoleuc- ilglutamilglutamilglutamilleucilaspartilglutamilleucilarginilarginiltiros- ilcisteinilglutaminilglutamilvalilpenilalanilglicilarginilvalilglutamila- rginiltirosilistidillisillisilleucilisoleucilarginilleucilprolilleucilpr- olilaspartilaspartilglutamilistidilaspartilleucilserilaspartilarginilglu- tamilleucilglutamilleucilglutamilaspartilserilalanilalanilleucilserilaspa- rtilleucilistidiltriptopilistidilaspartilarginilserilalanilaspartilser- illeucilleucilserilprolilglutaminilprolilserilserilasparaginilleucilseril- leucilserilleucilalanilglutaminilprolilleucilarginilserilglutamilarginils- erilglicilarginilaspartiltreonilprolilalanilserilvalilaspartilserilisole- ucilprolilleucilglutamiltriptopilaspartilistidilaspartiltirosilaspartil- leucilserilarginilaspartilleucilglutamilserilalanilmetionilserilarginila- lanilleucilprolilserilglutamilaspartilglutamilglutamilglicilglutaminilasp- artilaspartillisilaspartilpenilalaniltirosilleucilarginilglicilalanilval- ilalanilleucilserilglicilaspartilistidilserilalanilleucilglutamilserilgl- utaminilisoleucilarginilglutaminilleucilglicillisilalanilleucilaspartilas- partilserilarginilpenilalanilglutaminilisoleucilglutaminilglutaminiltre- onilglutamilasparaginilisoleucilisoleucilarginilserillisiltreonilprolilt- reonilglicilprolilglutamilleucilaspartiltreonilseriltirosillisilglicilt- irosilmetionillisilleucilleucilglicilglutamilcisteinilserilserilseriliso- leucilaspartilserilvalillisilarginilleucilglutamilistidillisilleucillisi- lglutamilglutamilglutamilglutamilserilleucilprolilglicilpenilalanilvalil- asparaginilleucilistidilseriltreonilglutamiltreonilglutaminiltreonila- lanilglicilvalilisoleucilaspartilarginiltriptopilglutamilleucilleucilglu- taminilalanilglutaminilalanilleucilserillisilglutamilleucilarginilmetion- illisilglutaminilasparaginilleucilglutaminillisiltriptopilglutaminilglut- aminilpenilalanilasparaginilserilaspartilleucilasparaginilserilisoleucil- triptopilalaniltriptopilleucilglicilaspartiltreonilglutamilglutamilglu- tamilleucilglutamilglutaminilleucilglutaminilarginilleucilglutamilleucils- eriltreonilaspartilisoleucilglutaminiltreonilisoleucilglutamilleucilglu- taminilisoleucillisillisilleucillisilglutamilleucilglutaminillisilalanilv- alilaspartilistidilarginillisilalanilisoleucilisoleucilleucilserilisoleu- cilasparaginilleucilcisteinilserilprolilglutamilpenilalaniltreonilgluta- minilalanilaspartilserillisilglutamilserilarginilaspartilleucilglutaminil- aspartilarginilleucilserilglutaminilmetionilasparaginilglicilarginiltrip- topilaspartilarginilvalilcisteinilserilleucilleucilglutamilglutamiltript- opilarginilglicilleucilleucilglutaminilaspartilalanilleucilmetionilglut- aminilcisteinilglutaminilglicilpenilalanilistidilglutamilmetionilseril- istidilglicilleucilleucilleucilmetionilleucilglutamilasparaginilisoleuc- ilaspartilarginilarginillisilasparaginilglutamilisoleucilvalilprolilisole- ucilaspartilserilasparaginilleucilaspartilalanilglutamilisoleucilleucilgl- utaminilaspartilistidilistidillisilglutaminilleucilmetionilglutaminili- soleucillisilistidilglutamilleucilleucilglutamilserilglutaminilleucilarg- inilvalilalanilserilleucilglutaminilaspartilmetionilserilcisteinilglutam- inilleucilleucilvalilasparaginilalanilglutamilgliciltreonilaspartilciste- inilleucilglutamilalanillisilglutamillisilvalilistidilvalilisoleucilglic- ilasparaginilarginilleucillisilleucilleucilleucillisilglutamilvalilserila- rginilistidilisoleucillisilglutamilleucilglutamillisilleucilleucilaspart- ilvalilserilserilserilglutaminilglutaminilaspartilleucilserilseriltriptop- ilserilserilalanilaspartilglutamilleucilaspartiltreonilserilglicilseril- valilserilproliltreonilserilglicilarginilseriltreonilprolilasparaginila- rginilglutaminillisiltreonilprolilarginilglicillisilcisteinilserilleucil- serilglutaminilprolilglicilprolilserilvalilserilserilprolilistidilserila- rginilseriltreonillisilglicilglicilserilaspartilserilserilleucilserilglu- tamilprolilglicilprolilglicilarginilserilglicilarginilglicilpenilalanill- eucilpenilalanilarginilvalilleucilarginilalanilalanilleucilprolilleucilg- lutaminilleucilleucilleucilleucilleucilleucilisoleucilglicilleucilalanilc- isteinilleucilvalilprolilmetionilserilglutamilglutamilaspartiltirosilser- ilcisteinilalanilleucilserilasparaginilasparaginilpenilalanilalanilargin- ilserilpenilalanilistidilprolilmetionilleucilarginiltirosiltreonilasp- araginilglicilprolilprolilprolileucină | ” |